# Перелік об'єктів культурної спадщини Печерського району
Перелік об'єктів культурної спадщини Києва
Правий берег
- Голосіївський район

- Байкове кладовище

- Оболонський район
- Печерський район
- Подільський район
- Святошинський район
- Солом'янський район
- Шевченківський район

- Лук'янівське кладовище

Лівий берег
- Дарницький район
- Деснянський район
- Дніпровський район

У статті наведений перелік об'єктів культурної спадщини Печерського району міста Києва станом на 1 січня 2012 року.
Джерело інформації: перелік об'єктів культурної спадщини міста Києва, оприлюднений Головним управлянням охорони культурної спадщини КМДА 15 лютого 2012 року на офіційному сайті. Як повідомило Управління, перелік складений на підставі наявної інформації; передбачається регулярне оновлення інформації згідно з новими документами, виданими державними та місцевими органами влади.
На сайті Управління зазначено:

| В кожному окремому випадку для визначення статусу об'єкту необхідно звернутись до Головного управління охорони культурної спадщини виконавчого органу Київської міської ради (Київської міської державної адміністрації) з відповідним запитом у зв'язку зі змінами назв вулиць, нумерації будинків, літерних позначень та моніторингу стану об'єктів культурної спадщини на поточний період[1]. |
Статус об'єктів культурної спадщини затверджується:
- Пам'ятки національного значення — Постановами Ради міністрів УРСР, Кабінету Міністрів України.
- Пам'ятки місцевого значення — Рішеннями Київського міськвиконкому, Розпорядженнями КМДА, Наказами Міністерства культури України.
- Щойно виявлені об'єкти культурної спадщини — Наказами Комітету, або Управління (Головного управління) охорони пам'яток (культурної спадщини).

Відповідно кольором в списку позначені:
|  | Пам'ятки національного значення |
|  | Пам'ятки місцевого значення     |

## Об'єкти культурної спадщини Печерського району
| Номер | Назва | Дати | Адреса | Охоронний номер  | Документ про взяття на облік | Примітки       |
| ----- | --- | --- | --- | ---------------- | --- | -------------- |
| 1     | Корпус міських казарм, у яких містилися 132-й піхотний Бендерський полк ім. гетьмана Б. Хмельницького, Нацистський табір | 1911 р.                                                                                                   | Казарменна вул., 4 |                  | Наказ Головного управління охорони культурної спадщини від 25.09.2006 № 53, Наказ Головного управління охорони культурної спадщини від 10.06.2011 № 10/34-11                                                             |                |
| 2     | Будинок прибутковий | 1914 р.                                                                                                   | Анищенка вул., 3 |                  | Наказ Головного управління охорони культурної спадщини від 25.06.2011 № 10/38-11 |                |
| 3     | Будинок прибутковий Першого Печерського товариства домовласників | 1911 р.                                                                                                   | Анищенка вул., 5/1 | № 383            | Наказ Міністерства культури і туризму України від 07.09.2006 № 747/0/16-06 |                |
| 4     | Флігель житловий | 1911 р.                                                                                                   | Анищенка вул., 5-а (5/1-б) | № 384            | Наказ Міністерства культури і туризму України від 07.09.2006 № 747/0/16-06 |                |
| 5     | Будинок прибутковий | 1910 р.                                                                                                   | Анищенка вул., 8/15 | № 385            | Наказ Міністерства культури і туризму України від 07.09.2006 № 747/0/16-06 |                |
| 6     | Флігель житловий | 1910 р.                                                                                                   | Анищенка вул., 8-б | № 386            | Наказ Міністерства культури і туризму України від 07.09.2006 № 747/0/16-06 |                |
| 7     | Будинок прибутковий | 1906–1907 рр.; 1951 р. (надбудова)                                                                        | Анищенка вул., 12 | № 507-Кв         | Наказ Міністерства культури і туризму України від 24.09.2008 № 1001/0/16-08 |                |
| 8     | Пам'ятник робітникам заводу «Арсенал», що загинули у жовтні 1917 р. — січні 1918 р. під час збройного повстання (гармата) | 1923 р.                                                                                                   | Арсенальна пл. |                  | Рішення виконавчого комітету Київської міськради народних депутатів від 27.01.1970 № 159 |                |
| 9     | Культурний шар села Угорське | Х–ХІ ст.                                                                                                  | Аскольдова могила урочище | № 260060         | Постанова Кабінету Міністрів України від 03.09.2009 № 928 |                |
| 10    | Дитячий садок для дітей робітників заводу «Арсенал» | 1930-ті рр.                                                                                               | Аскольдів пров., 5 |                  | |                |
| 11    | Особняк С. Лібермана | 1879–1898 рр.                                                                                             | Банкова вул., 2 | № 44-Кв          | Наказ Міністерства культури і туризму України від 03.02.2010 № 58/0/16-10 |                |
| 12    | Будинок житловий, у якому у 1967—1988 рр. мешкав В. І. Вронський (Надірадзе), балетмейстер, народний артист УРСР і СРСР | 1937 р.                                                                                                   | Банкова вул., 3 |                  | Розпорядження Київської міської державної адміністрації від 19.02.2002 № 305 |                |
| 13    | Будинок прибутковий, у якому у 1966—1972 рр. жив В. М. Глушков, вчений-математик, віце-президент АН УРСР | кін. XIX ст.; 1914 р.                                                                                     | Банкова вул., 5-7 | № 376-Кв         | Наказ Міністерства культури і туризму України від 15.09.2010 № 706/0/16-10 |                |
| 14    | Будинок прибутковий, у якому жив В. В. Городецький, архітектор | 1901–1902 рр.                                                                                             | Банкова вул., 10 | № 906/0          | Постанова Ради Міністрів УРСР від 06.09.1979 № 442 |                |
| 15    | Будинок штабу Київського військового округу, у якому до 1991 р. містився ЦК компартії України | 2-га пол. XIX ст. (первинні об'єми); 1936—1940 рр.                                                        | Банкова вул., 11 | № 377            | Розпорядження Київської міської державної адміністрації від 19.02.2002 № 305 |                |
|       | Садиба міська: Басейна, 5-а | 1901 р.                                                                                                   | Басейна вул., 5-а | № 515-Кв         | Наказ Міністерства культури і туризму України від 07.11.2008 № 1285/0/16-08 |                |
| 16    | Готель «Пале-Рояль» і прибутковий будинок, у якому у 1910-х р. проживав М. П. Бобрусов | 1899–1900 рр.                                                                                             | Басейна вул., 1/2 | № 119            | Рішення виконавчого комітету Київської міськради народних депутатів від 21.01.1986 № 49 |                |
| 17    | Будинок прибутковий | 1899–1900 рр.                                                                                             | Басейна вул., 2 | № 76/2           | Розпорядження Представника Президента від 17.02.1994 № 105 |                |
| 18    | Будинок, у якому розміщувався Залізничний райком ЛКСМУ м. Києва | 1910-ті рр.                                                                                               | Басейна вул., 3 |                  | Рішення виконавчого комітету Київської міськради народних депутатів від 04.08.1980 № 1102 |                |
|       | Садиба міська: Басейна вул., 5-а | | |                  | |                |
| 19    | Будинок, у якому розміщувалася підпільна бібліотека РСДРП | 1899–1902 рр.                                                                                             | Басейна вул., 5-а | № 515/1-Кв       | Наказ Міністерства культури і туризму України від 07.11.2008 № 1285/0/16-08 |                |
| 20    | Флігель житловий | 1901 р.                                                                                                   | Басейна вул., 5-а | № 515/2-Кв       | Наказ Міністерства культури і туризму України від 07.11.2008 № 1285/0/16-08 |                |
|       | Садиба міська: Басейна вул., 5-б | кін. XIX — поч. XX ст.                                                                                    | Басейна вул., 5-б | № 378-Кв         | Наказ Міністерства культури і туризму України від 07.11.2008 № 1285/0/16-08 |                |
| 21    | Будинок прибутковий | 1901 р.                                                                                                   | Басейна вул., 5-б | № 378/1-Кв       | Наказ Міністерства культури і туризму України від 07.11.2008 № 1285/0/16-08 |                |
| 22    | Флігель житловий | 1901 р.                                                                                                   | Басейна вул., 5-б | № 378/2-Кв       | Наказ Міністерства культури і туризму України від 07.11.2008 № 1285/0/16-08 |                |
|       | Садиба міська: Басейна вул., 9 | | |                  | |                |
| 23    | Будинок прибутковий | кін. XIX ст.                                                                                              | Басейна вул., 9 | № 379            | Розпорядження Київської міської державної адміністрації від 19.02.2002 № 305 |                |
| 24    | Флігель житловий | кін. XIX — поч. XX ст.                                                                                    | Басейна вул., 9-г | № 379/2          | Розпорядження Київської міської державної адміністрації від 19.02.2002 № 305 |                |
| 25    | Флігель житловий | | Басейна вул., 9-а (9-б) | № 379/1          | Розпорядження Київської міської державної адміністрації від 19.02.2002 № 305 |                |
| 26    | Будинок прибутковий | 1900 р.                                                                                                   | Басейна вул., 15 | № 380            | Розпорядження Київської міської державної адміністрації від 19.02.2002 № 305 |                |
| 27    | Будинок житловий управління капітального будівництва Київського міськвиконкому | 1954–1955 рр.                                                                                             | Басейна вул., 17 | № 381            | Розпорядження Київської міської державної адміністрації від 19.02.2002 № 305 |                |
| 28    | Будинок прибутковий | 1897 р.                                                                                                   | Басейна вул., 21 | № 382            | Розпорядження Київської міської державної адміністрації від 19.02.2002 № 305 |                |
| 29    | Будинок житловий | 1949–1954 рр.                                                                                             | Бастіонна вул., 2 | № 516-Кв         | Наказ Міністерства культури і туризму України від 07.11.2008 № 1285/0/16-08 |                |
| 30    | Будинок житловий | | Бастіонна вул., 6 |                  | Наказ Головного управління охорони культурної спадщини від 24.04.2007 № 15 |                |
| 31    | Гуртожиток | 1949–1954 рр.                                                                                             | Бастіонна вул., 6 | № 517-Кв         | Наказ Міністерства культури і туризму України від 07.11.2008 № 1285/0/16-08 |                |
| 32    | Будинок, у якому проживав Е. М. Кунцевич | 1974 р.                                                                                                   | Бастіонний пров., 9 |                  | Наказ Головного управління охорони культурної спадщини від 25.09.2006 № 53 |                |
|       | Комплекс садиби Інституту фізіології ім. О. О. Богомольця НАН України | XX ст. | Богомольця Академіка вул., 2                                                                                                   |                  | Постанова Кабінету Міністрів України від 03.09.2009 № 928 |                |
| 33    | Будинок, у якому жив О. О. Богомолець, патофізіолог, академік ВУАН, АН СРСР (1933—1941 рр., 1943—1946 рр.), Р. Є. Кавецький, патофізіолог-онколог, академік АН УРСР | 1920–1933 рр.                                                                                             | Богомольця Академіка вул., 2                                                                                                   |                  | Постанова Кабінету Міністрів України від 03.09.2009 № 928 |                |
| 34    | Будинок Інституту фізіології НАН України, у якому у 1936—1940 рр. працював О. О. Богомолець, фізіолог, академік; у 1953—1979 рр. — О. Ф. Макарченко, вчений-біолог, академік та інші відомі науковці                                                                              | 1934–1936 рр.; 1979 р.                                                                                    | Богомольця Академіка вул., 4                                                                                                   |                  | Постанова Кабінету Міністрів України від 03.09.2009 № 928 |                |
| 35    | Могила О. О. Богомольця, патофізіолога, академіка АН УРСР | 1946 р.                                                                                                   | Богомольця Академіка вул., 4                                                                                                   |                  | Постанова Кабінету Міністрів України від 03.09.2009 № 928 |                |
| 36    | Парк ім. О. О. Богомольця | 1946 р.                                                                                                   | Богомольця Академіка вул., 4                                                                                                   |                  | Постанова Кабінету Міністрів України від 03.09.2009 № 928. Рішення київської міськради № 147/649 від 02.12.1999 (природи)                                                                                                |                |
| 37    | Будинок прибутковий | 1914 р.                                                                                                   | Богомольця Академіка вул., 5                                                                                                   | № 387            | Наказ Міністерства культури і туризму України від 07.09.2006 № 747/0/16-06 |                |
| 38    | Будинок житловий співробітників НКВС | 1934–1935 рр.                                                                                             | Богомольця Академіка вул., 7/14                                                                                                | № 388            | Наказ Міністерства культури і туризму України від 07.09.2006 № 747/0/16-06 |                |
| 39    | Будинок житловий | 1949–1954 рр.                                                                                             | Білокур Катерини вул., 2/8 |                  | Наказ Головного управління охорони культурної спадщини від 24.04.2007 № 15 |                |
| 40    | Будинок житловий | 1949–1954 рр.                                                                                             | Білокур Катерини вул., 2 | № 518-Кв         | Наказ Міністерства культури і туризму України від 07.11.2008 № 1285/0/16-08 |                |
| 41    | Будинок житловий | 1949–1954 рр.                                                                                             | Білокур Катерини вул., 4 | № 519-Кв         | Наказ Міністерства культури і туризму України від 07.11.2008 № 1285/0/16-08 |                |
| 42    | Будинок житловий | 1949–1954 рр.; 2000-ні рр.(надбудова)                                                                     | Білокур Катерини вул., 6 | № 520-Кв         | Наказ Міністерства культури і туризму України від 07.11.2008 № 1285/0/16-08 |                |
| 43    | Будинок житловий | 1949–1954 рр.                                                                                             | Білокур Катерини вул., 8 | № 521-Кв         | Наказ Міністерства культури і туризму України від 07.11.2008 № 1285/0/16-08 |                |
|       | Звіринецьке кладовище | | Верхня вул., 21 |                  | |                |
| 44    | Могила П. І. Прусака — учасника Січневого збройного повстання | 1918 р., 1962 р.                                                                                          | Верхня вул., 21 |                  | Рішення виконавчого комітету Київської міськради народних депутатів від 05.09.1977 № 1332 |                |
| 45    | Могила В. І. Стригіна, учасника Київського Жовтневого (1917) та Січневого (1918) збройних повстань | 1969 р.                                                                                                   | Верхня вул., 21 |                  | Рішення виконавчого комітету Київської міськради народних депутатів від 05.09.1977 № 1332 |                |
| 46    | Могила А. В. Душка — партійного і радянського діяча | 1946 р.                                                                                                   | Верхня вул., 21 |                  | Рішення виконавчого комітету Київської міськради народних депутатів від 05.09.1977 № 1332 |                |
| 47    | Могила С. Й. Струтинського — учасника Січневого збройного повстання 1918 р. | 1962 р.                                                                                                   | Верхня вул., 21 |                  | Рішення виконавчого комітету Київської міськради народних депутатів від 05.09.1977 № 1332 |                |
| 48    | Могила В. Г. Шумова — учасника Січневого збройного повстання 1918 р. | 1962 р.                                                                                                   | Верхня вул., 21 |                  | Рішення виконавчого комітету Київської міськради народних депутатів від 05.09.1977 № 1332 |                |
| 49    | Могили братські воїнів, які загинули в 1941—1945 рр. (4 могили — 32 особи) | 1974 р.                                                                                                   | Верхня вул., 21 |                  | Рішення виконавчого комітету Київської міськради народних депутатів від 15.07.1974 № 1041 |                |
| 50    | Могила члена КПРС з 1918 р. А. В. Гунченка | | Верхня вул., 21 |                  | Рішення виконавчого комітету Київської міськради народних депутатів від 30.07.1984 № 693 |                |
| 51    | Могила К. І. Кузьминського — партизана-розвідника Богунського полку | 1958 р.                                                                                                   | Верхня вул., 21 |                  | Рішення виконавчого комітету Київської міськради народних депутатів від 05.09.1977 № 1332 |                |
| 52    | Могила братська радянських воїнів (8 осіб) | 1974 р.                                                                                                   | Верхня вул., 21 |                  | Рішення виконавчого комітету Київської міськради народних депутатів від 15.07.1974 № 1041 |                |
| 53    | Могила братська радянських воїнів (8 осіб) | 1974 р.                                                                                                   | Верхня вул., 21 |                  | Рішення виконавчого комітету Київської міськради народних депутатів від 15.07.1974 № 1041 |                |
| 54    | Могила братська радянських воїнів (8 осіб) | 1974 р.                                                                                                   | Верхня вул., 21 |                  | Рішення виконавчого комітету Київської міськради народних депутатів від 15.07.1974 № 1041 |                |
| 55    | Могила братська радянських воїнів (8 осіб) | 1974 р.                                                                                                   | Верхня вул., 21 |                  | Рішення виконавчого комітету Київської міськради народних депутатів від 15.07.1974 № 1041 |                |
| 56    | Могила І. В. Риженкова — учасника Січневого збройного повстання | 1918 р.                                                                                                   | Верхня вул., 21 |                  | Рішення виконавчого комітету Київської міськради народних депутатів від 05.09.1977 № 1332 |                |
| 57    | Могила Ф. М. Коновалова — командира і комісара партизанського загону | 1968 р.                                                                                                   | Верхня вул., 21 |                  | Рішення виконавчого комітету Київської міськради народних депутатів від 05.09.1977 № 1332 |                |
| 58    | Культурний шар урочища Видубичі | ХІІ–XVII ст.                                                                                              | Видубицька вул., 1 | № 260007         | Постанова Кабінету Міністрів України від 03.09.2009 № 928 |                |
|       | Комплекс Свято-Михайлівського Видубицького монастиря | XIX–ХХ ст.                                                                                                | Видубицька вул., 40 |                  | |                |
| 59    | Собор Георгіївський | 1696–1701 рр.; 1970 р. (відновлення)                                                                      | Видубицька вул., 40 | № 10/2           | Постанова Ради Міністрів УРСР від 24.08.1963 № 970 |                |
| 60    | Каплиця для поминального обряду Видубецького монастиря | кін. XVIII ст.                                                                                            | Видубицька вул., 40 | № 443-Кв         | Наказ Міністерства культури і туризма України від 15.04.2008 № 424/1/16-08 |                |
| 61    | Михайлівський собор | 1070—1080 рр.; XVIII ст.; 1635—1647 рр. (перебудова); 1760 р. (перебудова); 1974—1981 рр. (реставрація)   | Видубицька вул., 40 | № 10/1           | Постанова Ради Міністрів УРСР від 24.08.1963 № 970 |                |
| 62    | Дзвіниця | 1727–1733 рр. (нижня частина); 1829—1833 рр. (надбудова); 1902 р.                                         | Видубицька вул., 40 | № 10/4           | Постанова Ради Міністрів УРСР від 24.08.1963 № 970 |                |
| 63    | Будинок настоятеля | 1770 р.; 1780 р. (надбудова); 1898 р. (перебудова)                                                        | Видубицька вул., 40 | № 10/5           | Постанова Ради Міністрів УРСР від 06.09.1979 № 442 |                |
| 64    | Корпус братський | 1846 р.; 1910 р. (надбудова)                                                                              | Видубицька вул., 40 | № 10/6           | Постанова Ради Міністрів УРСР від 06.09.1979 № 442 |                |
|       | Цвинтар Видубицького монастиря | | |                  | |                |
| 65    | Могила Б. І. та В. Н. Ханенків, подружжя колекціонерів та меценатів (біля Михайлівської церкви) | | Видубицька вул., 40 |                  | Рішення виконавчого комітету Київської міськради народних депутатів від 30.07.1984 № 693 |                |
| 66    | Могила В. О. Беца, українського анатома. Професора Київського університету | | Видубицька вул., 40 |                  | Рішення виконавчого комітету Київської міськради народних депутатів від 30.07.1984 № 693 |                |
| 67    | Могила К. Д. Ушинського, педагога, фундатора вітчизняної наукової педагогіки та народної школи (поблизу Георгієвського собору і колишніх монастирських келій) | 1870 р.                                                                                                   | Видубицька вул., 40 | № 260006         | Постанова Кабінету Міністрів України від 03.09.2009 № 928 |                |
| 68    | Могила Л. М. Яшвіля, князя, героя війни 1812 р. (біля Михайлівського собору) | | Видубицька вул., 40 |                  | Рішення виконавчого комітету Київської міськради народних депутатів від 27.01.1970 № 159 |                |
| 69    | Могила Я. Г. Ганзюка, генерал-майора, який очолював 1-й Український корпус | 1918 р.                                                                                                   | Видубицька вул., 40 |                  | Наказ Головного управління охорони культурної спадщини від 25.09.2006 № 53 |                |
| 70    | Будинок Купецького зібрання (Національна філармонія) | 1882–1883 рр.; 1936, 1998 р.                                                                              | Володимирський узвіз, 2 | № 21/0           | Постанова Кабінету Міністрів України від 28.10.1996 № 1421 |                |
| 71    | Готель «Континенталь» (з 1956 р. — консерваторія), де зупинялися співаки Л. Собінов, Ф. Шаляпін, літератори І. Бабель, К. Бальмонт, І. Еренбург, О. Мандельштам, В. Маяковський, театральні режисери В. Мейєрхольд, К. Станіславський та ін.; викладали та працювали відомі діячі | 1895; 1897 рр.; 1951—1959 рр. (відновлення і прибудови)                                                   | Городецького Архітектора вул., 1-3/11                                                                                          | № 132            | Рішення виконавчого комітету Київської міськради народних депутатів від 21.01.1986 № 49 |                |
| 72    | Будинок прибутковий | 1897 р.                                                                                                   | Городецького Архітектора вул., 4                                                                                               | № 389            | Наказ Міністерства культури і туризму України від 07.09.2006 № 747/0/16-06 |                |
| 73    | Будинок прибутковий | 1897 р., 1950 р. (надбудова)                                                                              | Городецького Архітектора вул., 6                                                                                               | № 390            | Наказ Міністерства культури і туризму України від 07.09.2006 № 747/0/16-06 |                |
| 74    | Будинок прибутковий, куди надходили матриці «Іскри»; де у 1905—1912 рр. проживав П. О. Зілов, фізик; після 1917 р. містилося товариство колишніх політкаторжан і клуб «Мистецький льох»                                                                                           | 1900 р.; 1950 р.                                                                                          | Городецького Архітектора вул., 9                                                                                               | № 39-Кв          | Наказ Міністерства культури і туризму України від 15.09.2010 № 706/0/16-10 |                |
| 75    | Будинок прибутковий, у якому мешкали: М. М. Крушельницький, актор, режисер; О. П. Греків, військовий міністр УНР (1918—1919 рр.), головнокомандувач; 1918—1919 рр. містилося військове міністерство Укр. Держави і Укр. Народної республіки, Укр. Галицької армії                 | 1895–1997, 1910—1912 рр. (надбудова, дворові об'єми)                                                      | Городецького Архітектора вул., 11-а                                                                                            | № 40-Кв          | Наказ Міністерства культури і туризму України від 15.09.2010 № 706/0/16-10 |                |
| 76    | Будинок прибутковий з торговим домом Й. Кімаєра | 1895–1897 рр.                                                                                             | Городецького Архітектора вул., 13                                                                                              | № 41-Кв          | Наказ Міністерства культури і туризму України від 15.09.2010 № 706/0/16-10 |                |
| 77    | Будинок прибутковий (будинок барона Гессельбейна) | 1886 р.; 1948 р. (відновлення)                                                                            | Городецького Архітектора вул., 15                                                                                              | № 42-Кв          | Наказ Міністерства культури і туризму України від 15.09.2010 № 706/0/16-10 |                |
| 78    | Будинок прибутковий, у якому мешкали актори: Н. М. Ужвій, Є. П. Пономаренко | 1909 р.; 1948—1950 р. (відбудова)                                                                         | Городецького Архітектора вул., 17/1                                                                                            | № 391            | Наказ Міністерства культури і туризму України від 07.09.2006 № 747/0/16-06 |                |
|       | Київська фортеця | | |                  | |                |
| 79    | Північна напіввежа Госпітального укріплення, де у військовій фельдшерській школі навчалися: у 1896—1900 рр. Дем'ян Бєдний, поет; у 1903—1907 рр. Остап Вишня, письменник; у 1909—1914 рр. П. П. Любченко, держ. діяч; 1886—1900 рр. — І. І. Огієнко, історик; М. О. Щорс          | 1839–1842 рр.                                                                                             | Госпітальна вул., 16 | № 867/9          | Постанова Ради Міністрів УРСР від 06.09.1979 № 442 (архітектури), Рішення виконавчого комітету Київської міськради народних депутатів від 27.01.1970 № 159 (історії)                                                     |                |
| 80    | Шпиталь з лазнею військовий | 1836–1844 рр.                                                                                             | Госпітальна вул., 18 | № 867/11         | Постанова Ради Міністрів УРСР від 06.09.1979 № 442 |                |
| 81    | Брама північна з капоніром | 1843–1844 рр.                                                                                             | Госпітальна вул., 18 | № 867/10         | Постанова Ради Міністрів УРСР від 06.09.1979 № 442 |                |
| 82    | Вали і рови укріплення | 1842–1849 рр.                                                                                             | Госпітальна вул., 18 | № 867/8          | Постанова Ради Міністрів УРСР від 06.09.1979 № 442 |                |
| 83    | Косий Капонір, меморіал учасникам революції 1905—1907 років | 1844–1846 рр.                                                                                             | Госпітальна вул., 24-а | № 867/12         | Постанова Ради Міністрів УРСР від 06.09.1979 № 442, Рішення виконавчого комітету Київської міськради народних депутатів від 21.08.1975 № 840 (історії)                                                                   |                |
| 84    | Капонір 2-го полігону | 1843–1844 рр.                                                                                             | Госпітальна вул., 24-а | № 867/14         | Постанова Ради Міністрів УРСР від 06.09.1979 № 442 |                |
| 85    | Капонір 1-го полігону | 1843–1844 рр.                                                                                             | Госпітальна вул., 24 (18?) | № 867/13         | Постанова Ради Міністрів УРСР від 06.09.1979 № 442 |                |
| 86    | Камінь закладний пам'ятника І. П. Котляревському | | Грушевського Михайла вул. |                  | Рішення виконавчого комітету Київської міськради народних депутатів від 21.08.1975 № 840, Знесений |                |
| 87    | Міський сад | 1710–1751 рр.                                                                                             | Грушевського Михайла вул. |                  | Рішення виконавчого комітету Київської міськради народних депутатів від 20.03.1972 № 363 |                |
| 88    | Маріїнський парк (Радянський парк) | 1874 р.                                                                                                   | Грушевського Михайла вул., | № 3/0            | Постанова Ради Міністрів УРСР від 29.01.1960 № 105 |                |
| 89    | Меморіальний комплекс на честь М. Ф. Ватутіна, генерала | | |                  | |                |
| 90    | Могила військового діяча генерала армії Героя Радянського Союзу М. Ф. Ватутіна | 1944, 1947 рр.                                                                                            | Грушевського Михайла вул. (Маріїнський парк)                                                                                   | № 260019/0       | Постанова Кабінету Міністрів України від 03.09.2009 № 928 |                |
| 91    | Пам'ятник генералу армії М. Ф. Ватутіну | 1947 | Грушевського Михайла вул. (Маріїнський парк)                                                                                   |                  | Наказ Головного управління охорони культурної спащини від 06.04.10 № 10/13-10 |                |
| 92    | Бібліотека міська публічна (Парламентська) | 1911 р.                                                                                                   | Грушевського Михайла вул., 1                                                                                                   | № 30             | Рішення виконавчого комітету Київської міськради народних депутатів від 22.11.1982 № 1804 |                |
| 93    | Пам'ятник футболістам київського «Динамо» — учасникам легендарного «Матчу смерті» в роки Великої Вітчизняної війни | 1972 р.                                                                                                   | Грушевського Михайла вул., 3                                                                                                   | № 0/0            | Рішення виконавчого комітету Київської міськради народних депутатів від 21.08.1975 № 840 |                |
| 94    | Ресторан «Динамо» | 1932–1939 рр.                                                                                             | Грушевського Михайла вул., 3                                                                                                   | № 183            | Рішення виконавчого комітету Київської міськради народних депутатів від 21.01.1986 № 49 |                |
|       | Комплекс стадіону «Динамо» | 1932–1939 рр.; 1956—1966 рр.; 1967 р.                                                                     | Грушевського Михайла вул., 3                                                                                                   | № 411            | Наказ Міністерства культури і туризму України від 07.09.2006 № 747/0/16-06 |                |
| 95    | Головне спортивне ядро | 1931–1936 рр.                                                                                             | Грушевського Михайла вул., 3                                                                                                   | № 411/2          | Наказ Міністерства культури і туризму України від 07.09.2006 № 747/0/16-06 |                |
| 96    | Гімнастичний зал | 1951 р.                                                                                                   | Грушевського Михайла вул., 3                                                                                                   | № 411/1          | Наказ Міністерства культури і туризму України від 07.09.2006 № 747/0/16-06 |                |
| 97    | Будинок Секції суспільних наук НАН України, де у 1960—1981 рр. працювали вчені-академіки: І. К. Білодід, мовознавець, В. М. Корецький, юрист; Б. М. Бабій, правознавець; історики: І. О. Гуржій, Ю. Ю. Кондуфор, А. Д. Скаба, М. І. Супруненко та ін.                             | 1960 р.                                                                                                   | Грушевського Михайла вул., 4                                                                                                   |                  | Рішення виконавчого комітету Київської міськради народних депутатів від 17.11.1987 № 1112 |                |
| 98    | Маріїнський палац | 1752–1755; 1868—1870, 1945—1949 рр.                                                                       | Грушевського Михайла вул., 5-а                                                                                                 | № 12/0           | Рішення виконавчого комітету Київської міськради народних депутатів від 27.01.1970 № 159, Постанова Ради Міністрів УРСР від 24.08.1963 № 970                                                                             |                |
| 99    | Будинок Верховної Ради УРСР | 1936–1939 рр.                                                                                             | Грушевського Михайла вул., 5                                                                                                   | № 184            | Рішення виконавчого комітету Київської міськради народних депутатів від 21.01.1986 № 49 |                |
| 100   | Будинок-музей старожитностей та мистецтв (кол. Художньо-промисловий та науковий музей) | 1897–1900 рр.                                                                                             | Грушевського Михайла вул., 6                                                                                                   | № 903            | Постанова Кабінету Міністрів України від 27.12.2001 № 1761, Постанова Ради Міністрів УРСР від 06.09.1979 № 442 |                |
| 101   | Пам'ятник М. Ф. Біляшівському, вченому-археологу, етнографу, мистецтвознавцю академіку АН України | 1988 р.                                                                                                   | Грушевського Михайла вул., 6                                                                                                   |                  | Наказ Управління охорони пам'яток історії, культури та історичного середовища від 20.08.1999 № 61 |                |
| 102   | Будинок Київської удільної контори, де у 1885, 1886—1887 рр. тимчасово проживала Марко Вовчок (М. О. Вілінська), у 1875—1883 рр. мешкав В. І. Сичугов, архітектор, академік АМ; у 1952—1956 рр. працював О. Н. Марзєєв, вчений-гігієніст, академік АМН                            | 1871–1876 рр.                                                                                             | Грушевського Михайла вул., 7                                                                                                   | № 392            | Наказ Міністерства культури і туризму України від 07.09.2006 № 747/0/16-06 |                |
| 103   | Будинок житловий, у якому у 1944—1950 рр. мешкав О. М. Бойченко, письменник, партійний діяч | 1935 р.                                                                                                   | Грушевського Михайла вул., 9                                                                                                   | № 185            | Рішення виконавчого комітету Київської міськради народних депутатів від 21.01.1986 № 49, Рішення виконавчого комітету Київської міськради народних депутатів від 27.01.1970 № 159                                        |                |
| 104   | Будинок Ради народних комісарів УРСР (Будинок уряду України) | 1936–1938 рр.                                                                                             | Грушевського Михайла вул., 12/2                                                                                                | № 186            | Рішення виконавчого комітету Київської міськради народних депутатів від 21.01.1986 № 49 |                |
| 105   | Будинок, де збиралися декабристи, який у 1821 р. відвідував О. С. Пушкін; на початку XX ст. розміщувалася чоловіча гімназія № 5 | 1819 р.; 1835 р.; кін. XIX ст.                                                                            | Грушевського Михайла вул., 14                                                                                                  |                  | Рішення виконавчого комітету Київської міськради народних депутатів від 04.08.1980 № 1102, Рішення виконавчого комітету Київської міськради народних депутатів від 27.01.1970 № 159                                      |                |
| 106   | Будинок житловий, де мешкали композитори: Л. Ревуцький, у 1983—1992 рр. — Г. Майборода та інші | 1907 р.                                                                                                   | Грушевського Михайла вул., 16                                                                                                  | № 131/0          | Рішення виконавчого комітету Київської міськради народних депутатів від 22.11.1982 № 1804 |                |
| 107   | Особняк (М. Б. Гальперіна) | 1890-ті рр.                                                                                               | Грушевського Михайла вул., 18/2                                                                                                | № 32             | Рішення виконавчого комітету Київської міськради народних депутатів від 22.11.1982 № 1804 |                |
| 108   | Особняк (М. Й. Зайцева) | 1897 р.                                                                                                   | Грушевського Михайла вул., 20                                                                                                  | № 33             | Рішення виконавчого комітету Київської міськради народних депутатів від 22.11.1982 № 1804 |                |
| 109   | Особняк (Я. Л. Полякова), у якому у 1934—1937 рр. жив П. П. Постишев, партійний та громадський діяч | 1914 р.                                                                                                   | Грушевського Михайла вул., 22                                                                                                  | № 34/0           | Рішення виконавчого комітету Київської міськради народних депутатів від 22.11.1982 № 1804, Рішення виконавчого комітету Київської міськради народних депутатів від 27.01.1970 № 159                                      |                |
| 110   | Будинок житлово-будівельного кооперативу «Арсеналець» | 1929–1931 рр.                                                                                             | Грушевського Михайла вул., 28/2                                                                                                | № 393            | Наказ Міністерства культури і туризму України від 07.09.2006 № 747/0/16-06 |                |
| 111   | Будинок Військової школи | 1914; 1918; 1931 рр.                                                                                      | Грушевського Михайла вул., 30/1                                                                                                | № 394            | Наказ Міністерства культури і туризму України від 07.09.2006 № 747/0/16-06 |                |
| 112   | Будинок командувача військ Київського військового округу, де жили: у 1889—1903 рр. М. І. Драгомиров, генерал-губернатор, українофіл, член Державної ради; радянські діячі: у 1935—1937 рр. — Й. Е. Якір, у 1937—1938 рр. — І. Ф. Федько; Г. К. Жуков, воєначальники               | кін. 1880-х рр.                                                                                           | Грушевського Михайла вул., 32                                                                                                  | № 35/0           | Рішення виконавчого комітету Київської міськради народних депутатів від 22.11.1982 № 1804, Рішення виконавчого комітету Київської міськради народних депутатів від 27.01.1970 № 159                                      |                |
| 113   | Будинок, у якому жили у 1967—1968 рр. О. Покришкін, маршал авіації, тричі Герой Радянського Союзу; у 1969—1988 рр. — В. Д. Лавриненко, генерал-полковник авіації, двічі герой Радянського Союзу, автор спогадів про Велику Вітчизняну війну                                       | 1967 р.                                                                                                   | Грушевського Михайла вул., 34-а                                                                                                | № 349            | Наказ Міністерства культури і туризму України від 07.09.2006 № 747/0/16-06 |                |
| 114   | Будинок житловий | 1934–1939 рр.                                                                                             | Дарвіна вул., 5 | № 396            | Наказ Міністерства культури і туризму України від 07.09.2006 № 747/0/16-06 |                |
| 115   | Будинок житловий | 1930-ті рр.                                                                                               | Дарвіна вул., 10 | № 397            | Наказ Міністерства культури і туризму України від 07.09.2006 № 747/0/16-06 |                |
| 116   | Будинок казарм, їдальні, кухні | 1898 р., 1912—1913 рр.                                                                                    | Димитрова вул., 3 |                  | Наказ Головного управління охорони культурної спадщини від 25.09.2006 № 53 |                |
| 117   | Будинок Академії архітектури України, у якому у 1953—1976 рр. жив С. А. Таранушенко, мистецтвознавець, дослідник історії української архітектури, репресований; у серед. 1990-х рр. містився провід Української консервативно-республіканської партії                             | 1954–1955 рр.                                                                                             | Димитрова вул., 6 | № 625-Кв         | Наказ Міністерства культури і туризму України від 15.09.2010 № 706/0/16-10 |                |
| 118   | Барельєф на честь Г. Димитрова, болгарського революціонера | 1977 р.                                                                                                   | Димитрова вул., 9 |                  | Рішення виконавчого комітету Київської міськради народних депутатів від 05.09.1977 № 1332 |                |
| 119   | Паркова скульптура військовим льотчикамв образі капітана Титаренка — героя кінофільму «В бій ідуть тільки „старики“» | 2001 р.                                                                                                   | Дніпровський узвіз |                  | Наказ Головного управління охорони культурної спадщини від 25.09.2006 № 53 |                |
| 120   | Палац спорту | 1958–1960 рр.                                                                                             | Еспланадна вул., 1 |                  | Наказ Головного управління охорони культурної спадщини від 25.06.2011 № 10/38-11 |                |
| 121   | Будинок павільйону Міністерства народної освіти на Всеросійській промисловій виставці | 1913 р.                                                                                                   | Жилянська вул., 1 |                  | Наказ Головного управління охорони культурної спадщини від 25.09.2006 № 53, Знесений |                |
| 122   | Будинок прибутковий | 1901 р.                                                                                                   | Заньковецької вул., 1/10 | № 399            | Наказ Міністерства культури і туризму України від 07.09.2006 № 747/0/16-06 |                |
| 123   | Будинок прибутковий | 1901; 1911; 1949 рр. (відбудова)                                                                          | Заньковецької вул., 3/1 | № 400            | Наказ Міністерства культури і туризму України від 07.09.2006 № 747/0/16-06 |                |
| 124   | Другий будинок кооперативу «Радянський лікар», де жили: у 1952—1976 рр. Ю. Смолич, письменник; у 1950-х рр. І. І. Ворона, мистецтвознавець; у 1950-80-х рр. — Н. Л. Забіла, поетеса, драматург, перекладач та ін.                                                                 | 1931–1939; 1945—1949 рр. (відбудова)                                                                      | Заньковецької вул., 5/2 | № 401            | Наказ Міністерства культури і туризму України від 07.09.2006 № 747/0/16-06 |                |
| 125   | Будинок прибутковий | 1915 р., 1954 р. (прибудова)                                                                              | Заньковецької вул., 6 | № 402            | Наказ Міністерства культури і туризму України від 07.09.2006 № 747/0/16-06 |                |
| 126   | Будинок прибутковий, у якому у 1906—1907 рр. жила А. А. Ахматова (Горенко), поетеса; у 1907 р. — відвідував М. Гумільов; у 1976—1987 рр. мешкав Д. М. Прилюк, журналіст, письменник, вчений                                                                                       | 1904 р.; кін. 1940-х рр. (відбудова)                                                                      | Заньковецької вул., 7 | № 403            | Наказ Міністерства культури і туризму України від 07.09.2006 № 747/0/16-06 |                |
| 127   | Будинок прибутковий | 1901 р.                                                                                                   | Заньковецької вул., 10/7 | № 29-Кв          | Наказ Міністерства культури і туризму України від 15.09.2010 № 706/0/16-10 |                |
| 128   | Госпітальне військове кладовище | 1870-ті рр.                                                                                               | Звіринецький пров. |                  | Наказ Головного управління охорони культурної спадщини від 21.03.2008 № 10/05-08 |                |
| 129   | Культурний шар городища «Красний двір» князя Всеволода | ХІ–ХІІІ ст.                                                                                               | Землянський пров. | № 260059         | Постанова Кабінету Міністрів України від 03.09.2009 № 928 |                |
|       | Комплекс споруд Олександрівського інженерного училища | 1845–1895 рр.                                                                                             | Каменєва Командарма вул., 1-4                                                                                                  | № 57             | Наказ Міністерства культури і туризму України від 15.04.2008 № 424/1/16-08 |                |
| 130   | Казарма | 1914–1916 рр.                                                                                             | Каменєва Командарма вул., 1 | № 57/8           | Наказ Міністерства культури і туризму України від 15.04.2008 № 424/1/16-08 |                |
| 131   | Житловий будинок офіцерів | 1914–1916 рр.                                                                                             | Каменєва Командарма вул., 4 | № 57/6           | Наказ Міністерства культури і туризму України від 15.04.2008 № 424/1/16-08 |                |
| 132   | Житловий будинок сімейних вільнонайманих службовців | 1914–1916 рр.                                                                                             | Каменєва Командарма вул., 6 | № 57/7           | Наказ Міністерства культури і туризму України від 15.04.2008 № 424/1/16-08 |                |
| 133   | Братська могила 127 борців, що загинули у 1919 році у боротьбі за встановлення радянської влади | 1927 р. (обеліск), 1965 р. (мармурова дошка)                                                              | Києво-Московський вокзал |                  | Рішення виконавчого комітету Київської міськради народних депутатів від 27.01.1970 № 159 |                |
| 134   | Культурний шар району стародавнього Києва Клов | ХІ–XVII ст.                                                                                               | Кловське урочище | № 260027         | Постанова Кабінету Міністрів України від 03.09.2009 № 928 |                |
| 135   | Будинок прибутковий | 1914 р., (?), сер. 2000-х рр. (надбудова мансарди)                                                        | Козловського Івана пров., 4 | № 415-Кв         | Наказ Міністерства культури і туризму України від 16.06.2007 № 662/0/16-07 |                |
| 136   | Будинок житловий | 1930-ті рр.                                                                                               | Козловського Івана пров., 5 | № 416-Кв         | Наказ Міністерства культури і туризму України від 16.06.2007 № 662/0/16-07 |                |
| 137   | Будинок, у якому у 1899—1901 рр. розміщувалась підпільна друкарня РСДРП | 1886 р. (?)                                                                                               | Круглоуніверситетська вул., 1/9                                                                                                |                  | Рішення виконавчого комітету Київської міськради народних депутатів від 30.07.1984 № 693 |                |
| 138   | Будинок житловий співробітників обласної міліції | 1933–1935 рр.                                                                                             | Круглоуніверситетська вул., 2/1                                                                                                | № 160            | Рішення виконавчого комітету Київської міськради народних депутатів від 21.01.1986 № 49 |                |
| 139   | Будинок, у якому у 1920—1933 рр. мешкав Ф. Ернст, мистецтвознавець, музейний працівник, репресований | 1889–1891 рр., 1946—1953 рр. (надбудова)                                                                  | Круглоуніверситетська вул., 4                                                                                                  | № 510-Кв         | Наказ Міністерства культури і туризму України від 24.09.2008 № 1001/0/16-08 |                |
| 140   | Будинок, у якому у 1904—1915 рр. мешкала О. О. Екстер, художниця театру і кіно, педагог; у 1920-х рр. містилася студія В. Г. Меллера, художника театру, пізніше — студія Об'єднання сучасних майстрів України                                                                     | кін. XIX ст.                                                                                              | Круглоуніверситетська вул., 6                                                                                                  | № 627-Кв         | Наказ Міністерства культури і туризму України від 15.09.2010 № 706/0/16-10 |                |
| 141   | Будинок прибутковий | 1914–1915 рр.                                                                                             | Круглоуніверситетська вул., 7                                                                                                  | № 36             | Рішення виконавчого комітету Київської міськради народних депутатів від 22.11.1982 № 1804 |                |
| 142   | Особняк, у якому у 1916—1918 рр. містився польський театр «Студія» С. М. Висоцької, режисера, актриси; працював Я. Івашкевич, письменник, громадський діяч, літературний керівник театру                                                                                          | 1892–1893 рр.; 1916 р. (часткове перепланування із пристосуванням під театр)                              | Круглоуніверситетська вул., 10                                                                                                 | № 74/0           | Розпорядження Представника Президента від 17.02.1994 № 105 |                |
| 143   | Будинок прибутковий | 1911 р.                                                                                                   | Круглоуніверситетська вул., 12                                                                                                 | № 900/0          | Постанова Ради Міністрів УРСР від 06.09.1979 № 442 |                |
| 144   | Будинок прибутковий | 1910-ті рр.                                                                                               | Круглоуніверситетська вул., 14                                                                                                 | № 445-Кв         | Наказ Міністерства культури і туризму України від 15.04.2008 № 424/1/16-08 |                |
| 145   | Будинок прибутковий | 1892–1893 рр.; 1957 р.                                                                                    | Круглоуніверситетська вул., 16                                                                                                 | № 417-Кв         | Наказ Міністерства культури і туризму України від 16.06.2007 № 662/0/16-07 |                |
| 146   | Будинок прибутковий | поч. XX ст.(до 1910 р.)                                                                                   | Круглоуніверситетська вул., 19/28                                                                                              | № 418-Кв         | Наказ Міністерства культури і туризму України від 16.06.2007 № 662/0/16-07 |                |
| 147   | Будинок житловий | 1846; 1848 р. (прибудова балкону)                                                                         | Крутий узвіз, 4 | № 901            | Постанова Ради Міністрів УРСР від 06.09.1979 № 442 |                |
| 148   | Будинок житловий | 1950-ті рр.                                                                                               | Кіквідзе вул., 1-а | № 524-Кв         | Наказ Міністерства культури і туризму України від 07.11.2008 № 1285/0/16-08 |                |
| 149   | Будинок житловий | 1950-ті рр.                                                                                               | Кіквідзе вул., 3 | № 414-Кв         | Наказ Міністерства культури і туризму України від 16.06.2007 № 662/0/16-07 |                |
| 150   | Будинок житловий | 1949–1954 рр.                                                                                             | Кіквідзе вул., 5 | № 525-Кв         | Наказ Міністерства культури і туризму України від 07.11.2008 № 1285/0/16-08 |                |
| 151   | Будинок житловий | 1949–1954 рр.                                                                                             | Кіквідзе вул., 8 | № 526-Кв         | Наказ Міністерства культури і туризму України від 07.11.2008 № 1285/0/16-08 |                |
| 152   | Будинок, у якому мешкав у 1921—1922 рр. Мішші Сеспель (М. С. Кузьмін), засновник чуваської літератури, поет, перекладач | 1900–1901 рр.                                                                                             | Лабораторна вул., 7/20 |                  | Рішення виконавчого комітету Київської міськради народних депутатів від 27.01.1970 № 159, Знесений |                |
| 153   | Особняк | кін. XIX ст.                                                                                              | Лабораторна вул., 9-б | № 628-Кв         | Наказ Міністерства культури і туризму України від 15.09.2010 № 706/0/16-10 |                |
|       | Комплекс Києво-Печерської лаври (Національний заповідник Києво-Печерська Лавра) | 2-га пол. ХІ — поч. XX ст.                                                                                | Лаврська вул. 9 (кол. Мазепи Івана вул., 21)                                                                                   | №527             | ЮНЕСКО від 12.12.1990 № 337 |                |
|       | Заповідник Києво-Печерська Лавра | 2-га пол. ХІ — поч. XX ст.                                                                                | Лаврська вул. 9-15 | №4               | Постанова Ради міністрів УРСР від 24.08.1963 №970 |                |
|       | Ансамбль Києво-Печерської Лаври | 2-га пол. ХІ — поч. XX ст.                                                                                | Лаврська вул. 9 | №893-Кв          | Наказ Міністерства культури України від 05.10.2012 №1110 |                |
| 154   | Головний навчальний корпус Олексіївського інженерного училища, де у 1920-х рр. навчалися: М. Ватутін, генерал армії; І. Панфілов, генерал-майор; з 1947 р. розміщується Суворовське військове училище                                                                             | 1914–1916 рр.                                                                                             | Лесі Українки бульвар, 25 | № 57/1-Кв        | Наказ Міністерства культури і туризму України від 15.04.2008 № 424/1/16-08 |                |
| 155   | Пам'ятник О. В. Суворову, російському полководцю, генералісімусу | 1974 р.                                                                                                   | Лесі Українки бульвар, 25 |                  | Рішення виконавчого комітету Київської міськради народних депутатів від 17.11.1987 № 1112 |                |
|       | Комплекс споруд Олексіївського інженерного училища, де у 1920-х рр. навчалися: М. Ватутін, генерал армії; І. Панфілов, генерал-майор; з 1947 р. розміщується Суворовське військове училище                                                                                        | 1914–1916 рр.                                                                                             | | № 57-Кв          | Наказ Міністерства культури і туризму України від 15.04.2008 № 424/1/16-08 |                |
| 156   | Критий кінний манеж Олексіївського кадетського корпусу | 1914–1916 рр.                                                                                             | Лесі Українки бульвар, 25-а | № 57/3           | Наказ Міністерства культури і туризму України від 15.04.2008 № 424/1/16-08 |                |
| 157   | Стайні критого кінного манежу Олексіївського кадетського корпусу | 1914–1916 рр.                                                                                             | Лесі Українки бульвар, 25 | № 57/4           | Наказ Міністерства культури і туризму України від 15.04.2008 № 424/1/16-08 |                |
| 158   | Будинок начальника училища | 1914–1916 рр.                                                                                             | Лесі Українки бульвар, 25 | № 57/2           | Наказ Міністерства культури і туризму України від 15.04.2008 № 424/1/16-08 |                |
| 159   | Будинок житловий офіцерів | 1914–1916 рр.                                                                                             | Лесі Українки бульвар, 27/2 | № 57/5           | Наказ Міністерства культури і туризму України від 15.04.2008 № 424/1/16-08 |                |
| 160   | Пам'ятник поетесі, письменниці і громадському діячеві Лесі Українці | 1973 р.                                                                                                   | Лесі Українки пл. | № 260030         | Постанова Кабінету Міністрів України від 03.09.2009 № 928 |                |
|       | Комплекс Київського метрополітену | | |                  | |                |
| 161   | Станція метрополітену «Либідська» | 1984 р.                                                                                                   | Либідська пл. |                  | Наказ Головного управління охорони культурної спадщини від 25.06.2011 № 10/38-11 |                |
| 162   | Пам'ятник Д. З. Мануїльському, радянському державному діячеві | 1966 р.                                                                                                   | Липська вул. |                  | Рішення виконавчого комітету Київської міськради народних депутатів від 27.01.1970 № 159 |                |
| 163   | Особняк, у якому мешкали радянські громадські та політичний діячі: у 1934—1937 рр. В. П. Затонський; у 1947—1969 рр. — Д. С. Коротченко | 1883 р.                                                                                                   | Липська вул., 2/24 | № 419-Кв         | Наказ Міністерства культури і туризму України від 16.06.2007 № 662/0/16-07, Рішення виконавчого комітету Київської міськради народних депутатів від 27.01.1970 № 159                                                     |                |
| 164   | Особняк | 1873 р.; 1896 р. (надбудова); 1980-ті рр. (реставрація)                                                   | Липська вул., 4 | № 176            | Рішення виконавчого комітету Київської міськради народних депутатів від 21.01.1986 № 49 |                |
| 165   | Будинок прибутковий (житловий) | 1884 р., 1930-ті рр. — реконструкція                                                                      | Липська вул., 6 (зараз нумерація 8/21)                                                                                         |                  | Наказ Головного управління охорони культурної спадщини від 10.06.2011 № 10/34-11 |                |
| 166   | Будинок житловий | 1812, 1872 р. (прибудови), поч. 1930-х, 1940—1941 рр. (надбудова)                                         | Липська вул., 9-а | № 420/1          | Наказ Міністерства культури і туризму України від 16.06.2007 № 662/0/16-07 |                |
| 167   | Флігель | 1890-ті рр., поч. XX ст.                                                                                  | Липська вул., 9-б | № 420/2          | Наказ Міністерства культури і туризму України від 16.06.2007 № 662/0/16-07 |                |
|       | Садиба міська: Липська вул., 9 | 1812, 1872, 1940—1941 рр.                                                                                 | Липська вул., 9 | № 420            | Наказ Міністерства культури і туризму України від 16.06.2007 № 662/0/16-07 |                |
| 168   | Особняк | 1875 р.                                                                                                   | Липська вул., 10 | 254              | Рішення виконавчого комітету Київської міськради народних депутатів 18.11.1986 № 1107, Знесений |                |
| 169   | Будинок, у якому у 1960—1967 рр. мешкав С. А. Ковпак, генерал-майор, радянський державний і громадський діяч, організатор партизанського руху, Герой Радянського Союзу | 1939 р.                                                                                                   | Липська вул., 12/5 |                  | Рішення виконавчого комітету Київської міськради народних депутатів від 04.08.1980 № 1102 |                |
|       | Садиба міська: Липська вул., 16 | | |                  | |                |
| 170   | Корпус внутрішньої в'язниці НКВС | 1930-ті рр. (?)                                                                                           | Липська вул., 16-Д | № 446-Кв         | Наказ Міністерства культури і туризму України від 15.04.2008 № 424/1/16-08 |                |
| 171   | Особняк (Н. Ф. Уварової) | 1912–1914 рр.                                                                                             | Липська вул., 16-а | № 38             | Рішення виконавчого комітету Київської міськради народних депутатів від 22.11.1982 № 1804 |                |
| 172   | Будинок міського початкового училища ім. М.Бунге | 1901–1904 рр.                                                                                             | Липська вул., 18/5 | № 421-Кв         | Наказ Міністерства культури і туризму України від 16.06.2007 № 662/0/16-07 |                |
| 173   | Будинок прибутковий | 1910-ті рр.                                                                                               | Липський пров., 3 |                  | Наказ Головного управління охорони культурної спадщини від 25.06.2011 № 10/38-11 |                |
| 174   | Місце формування у липні 1941 р. партизанського загону «Перемога або смерть» | 1940-ві рр.                                                                                               | Лумумби Патріса вул., 14 |                  | Рішення виконавчого комітету Київської міськради народних депутатів від 21.08.1975 № 840 |                |
| 175   | Будинок житловий | 1910-ті рр.; 1953 р.(відбудова)                                                                           | Лютеранська вул., 3 | № 423-Кв         | Наказ Міністерства культури і туризму України від 16.06.2007 № 662/0/16-07 |                |
| 176   | Будинок житловий | 1930-ті рр.; 1950-ті рр.                                                                                  | Лютеранська вул., 4 | № 447-Кв         | Наказ Міністерства культури і туризму України від 15.04.2008 № 424/1/16-08 |                |
| 177   | Фонтан «Пелікан» | 1949 р.                                                                                                   | Лютеранська вул., 5-7 (у дворі)                                                                                                | № 424-Кв         | Наказ Міністерства культури і туризму України від 16.06.2007 № 662/0/16-07 |                |
|       | Садиба міська: Лютеранська вул., 6-8 | | Лютеранська вул., 6 | № 425-Кв         | Наказ Міністерства культури і туризму України від 16.06.2007 № 662/0/16-07 |                |
| 178   | Будинок прибутковий, у якому проживали М. Горький, письменник, жив і працював О. О. Ковальов, скульптор | близько 1905 р.                                                                                           | Лютеранська вул., 6 | № 52-Кв          | Наказ Міністерства культури і туризму України від 15.09.2010 № 706/0/16-10, Наказ Головного управління охорони культурної спадщини від 10.06.11 № 10/34-11 — монументальне мистецтво                                     |                |
| 179   | Флігель житловий | 1901 р., 1948 р.                                                                                          | Лютеранська вул., 6-б | № 425/1          | Наказ Міністерства культури і туризму України від 16.06.2007 № 662/0/16-07 |                |
| 180   | Флігель житловий, у якому проживала М. Ф. Андрєєва, актриса; зупинявся М. Горький, письменник | 1910–1911 р.                                                                                              | Лютеранська вул., 8 | № 425/2          | Наказ Міністерства культури і туризму України від 16.06.2007 № 662/0/16-07 |                |
| 181   | Будинок прибутковий | поч. XX ст.                                                                                               | Лютеранська вул., 11-а | № 426-Кв         | Наказ Міністерства культури і туризму України від 16.06.2007 № 662/0/16-07 |                |
| 182   | Будинок прибутковий, у якому мешкали: С. Я. Недєлін; Д. Л. Скуратов — актори | 1893 р., 1940-ві рр. (відбудова)                                                                          | Лютеранська вул., 12 | № 427-Кв         | Наказ Міністерства культури і туризму України від 16.06.2007 № 662/0/16-07 |                |
| 183   | Будинок прибутковий, у якому мешкали: Лесь Курбас — режисер, актор; В. М. Чистякова, актриса | 1877 р., 1945—1946 рр. (відновлення, надбудова), 1950—1951 рр. (надбудова)                                | Лютеранська вул., 13 | № 428-Кв         | Наказ Міністерства культури і туризму України від 16.06.2007 № 662/0/16-07 |                |
| 184   | Будинок прибутковий, у якому мешкали до 1917 р. О. М. Вербицький, архітектор; у 1930-х рр. Ю. М. Міхновський, церковний діяч | 1908 р.; 1948 р. (відбудова з частковим переплануванням); поч. XX ст. — 1919 р.; 1930-ті рр. — дата подій | Лютеранська вул., 15 | № 429-Кв         | Наказ Міністерства культури і туризму України від 16.06.2007 № 662/0/16-07 |                |
| 185   | Будинок Київського доброчинного товариства («Сулимівка») | 1833–1835; 1866; 1868 р. (перебудова); 1885; 1896; 1938 р. (перебудова)                                   | Лютеранська вул., 16 | № 907            | Постанова Ради Міністрів УРСР від 06.09.1979 № 442 |                |
| 186   | Будинок реального училища та гімназія євангелістської лютеранської громади | 1894–1896 рр. (№ 20); 1900 р. (№ 18); 1902 р.; 1928—1929 рр.                                              | Лютеранська вул., 18-20 | № 26             | Рішення виконавчого комітету Київської міськради народних депутатів від 22.11.1982 № 1804 |                |
| 187   | Будинок меморіальний, у якому у 1930-47 рр. жили: К. Г. Воблий, М. М. Федоров, у 1935—1961 рр. М. В. Птуха; П. М. Буйко, А. В. Корчак-Чепурковський, відомі вчені, академіки; у 1935—1936 рр. М. Л. Бойчук, художник, один з фундаторів Української АМ; Кравчук                   | 1929–1939 рр.                                                                                             | Лютеранська вул., 21/12 |                  | Рішення виконавчого комітету Київської міськради народних депутатів від 27.01.1970 № 159 |                |
| 188   | Лютеранська євангелістська кірха | 1855–1857 рр.                                                                                             | Лютеранська вул., 22 | № 27             | Рішення виконавчого комітету Київської міськради народних депутатів від 22.11.1982 № 1804 |                |
| 189   | Особняк Аршавського («Будинок невтішної вдови») | 1907 р.                                                                                                   | Лютеранська вул., 23 | № 28             | Рішення виконавчого комітету Київської міськради народних депутатів від 22.11.1982 № 1804 |                |
| 190   | Будинок житловий лютеранської громади | 1882 р.; 1939 р.                                                                                          | Лютеранська вул., 24 | № 430-Кв         | Наказ Міністерства культури і туризму України від 16.06.2007 № 662/0/16-07 |                |
| 191   | Будинок прибутковий | 1898–1899 рр.                                                                                             | Лютеранська вул., 25 | № 431-Кв         | Наказ Міністерства культури і туризму України від 16.06.2007 № 662/0/16-07 |                |
| 192   | Будинок житловий наркомату внутрішніх справ | 1934–1935 рр.; 1946 р. (відбудова)                                                                        | Лютеранська вул., 27-29 | № 250            | Рішення виконавчого комітету Київської міськради народних депутатів від 18.11.1986 № 1107 |                |
| 193   | Будинок прибутковий | 1910 р.                                                                                                   | Лютеранська вул., 32-б | № 432/2          | Наказ Міністерства культури і туризму України від 16.06.2007 № 662/0/16-07 |                |
| 194   | Будинок прибутковий, у якому у мешкав Л. Дмитерко — письменник; бували: М. Бажан, О. Гончар, М. Рильський — поети та письменники та інші | 1909–1910 рр.; 1940 рр. 1960—1985 рр. — дата події                                                        | Лютеранська вул., 32-а | № 432/1          | Наказ Міністерства культури і туризму України від 16.06.2007 № 662/0/16-07 |                |
|       | Садиба міська: Лютеранська вул., 32 | | Лютеранська вул., 32 | № 432/0          | Наказ Міністерства культури і туризму України від 16.06.2007 № 662/0/16-07 | Стан аварійний |
| 195   | Будинок прибутковий, у якому у 1898—1902 рр. мешкав К. Г. Паустовський, письменник | межа XIX–ХХ ст.                                                                                           | Лютеранська вул., 33 | № 151            | Рішення виконавчого комітету Київської міськради народних депутатів від 21.01.1986 № 49 |                |
| 196   | Меморіальний комплекс пам'яті воїнів України, полеглих в Афганістані | 1994–1999 рр.                                                                                             | Мазепи Івана вул., 33 |                  | Наказ Головного управління охорони культурної спадщини від 25.09.2006 № 53 |                |
| 197   | Надгробок на місці поховання П. А. Столипіна | 1911 р., 1991 р. (відновлено)                                                                             | Мазепи Івана вул., 21 | № 545/0          | Наказ Міністерства культури і туризму України від 13.07.2009 № 521/0/16-09 |                |
| 198   | Символ солідарності з хворими на СНІД | | Мазепи Івана вул., 23 |                  | Наказ Головного управління охорони культурної спадщини від 24.04.2009 № 10/29-09 |                |
|       | Київська фортеця | | |                  | |                |
| 199   | Земляні укріплення цитаделі з бастіонами | 1706–1720 рр. (?)                                                                                         | Мазепи Івана вул. | № 867/1          | Постанова Ради Міністрів УРСР від 06.09.1979 № 442 |                |
|       | Комплекс Київського метрополітену | | |                  | |                |
| 200   | Станція метрополітену «Арсенальна» | 1960 р.                                                                                                   | Мазепи Івана вул. | № 187            | Рішення виконавчого комітету Київської міськради народних депутатів від 21.01.1986 № 49 |                |
|       | Комплекс лікарні Києво-Печерської лаври | 1911 р.                                                                                                   | Мазепи Івана вул., 23 | № 454            | Наказ Міністерства культури і туризму України від 15.04.2008 № 424/1/16-08 |                |
|       | Київська фортеця | | |                  | |                |
| 201   | Брама Московська нижня | 1779 р.                                                                                                   | Мазепи Івана вул. | № 867/2          | Постанова Ради Міністрів УРСР від 06.09.1979 № 442 |                |
| 202   | Вікові липи та каштани | | Мазепи Івана вул. |                  | Рішення виконавчого комітету Київської міськради народних депутатів від 20.03.1972 № 363 |                |
|       | Київська фортеця | | |                  | |                |
| 203   | Ворота Миколаївські з прилеглими будівлями казарм на пересипі, де розміщувався третій понтонний батальйон, солдати якого у 1917—1918 рр. брали участь у збройних повстаннях | 1846–1850 рр.                                                                                             | Мазепи Івана вул., 1 | № 867/24         | Постанова Ради Міністрів УРСР від 06.09.1979 № 442, Рішення виконавчого комітету Київської міськради народних депутатів від 27.01.1970 № 159                                                                             |                |
| 204   | Будинок Київського місцевого правління Російського товариства Червоного Хреста | 1904 р.                                                                                                   | Мазепи Івана вул., 2/1 | № 453-Кв         | Наказ Міністерства культури і туризму України від 15.04.2008 № 424/1/16-08 |                |
| 205   | Житловий комплекс робітників Київського військового округу | 1935–1940 рр.                                                                                             | Мазепи Івана вул., 3-5 | № 456-Кв         | Наказ Міністерства культури і туризму України від 15.04.2008 № 424/1/16-08 |                |
| 206   | Будинок житловий робітників Київського військового округу | 1935–1940 рр.                                                                                             | Мазепи Івана вул., 3-5 | № 456/1          | Наказ Міністерства культури і туризму України від 15.04.2008 № 424/1/16-08 |                |
| 207   | Будинок житловий робітників Київського військового округу | 1934–1935 рр.                                                                                             | Мазепи Івана вул., 3- б | № 456/2          | Наказ Міністерства культури і туризму України від 15.04.2008 № 424/1/16-08 |                |
| 208   | Будинок житловий | 1938 р.                                                                                                   | Мазепи Івана вул., 4 | № 458-Кв         | Наказ Міністерства культури і туризму України від 15.04.2008 № 424/1/16-08 |                |
|       | Садиба міська: Мазепи Івана вул., 6 (Садиба Іпсіланті) | | |                  | |                |
| 209   | Флігель житловий, у якому мешкав художник В. Д. Фарусов | 1835–1838, 1909 рр.                                                                                       | Мазепи Івана вул., 6-а |                  | Наказ Головного управління охорони культурної спадщини від 10.06.11 № 10/34-11 |                |
| 210   | Флігель житловий | 1835–1838 рр.                                                                                             | Мазепи Івана вул., 6-б |                  | Наказ Головного управління охорони культурної спадщини від 10.06.11 № 10/34-11 |                |
| 211   | Будинок житловий | 1798–1799 рр.; 1889 р.                                                                                    | Мазепи Івана вул., 6 | № 865            | Постанова Ради Міністрів УРСР від 06.09.1979 № 442 |                |
| 212   | Особняк з лікарнею очних хвороб подружжя Попових | сер. XIX ст.; 1885 р.; 1890-ті рр.                                                                        | Мазепи Івана вул., 10-а | № 371            | Розпорядження Київської міської державної адміністрації від 14.08.1998 № 1678 |                |
| 213   | Будинок готелю Військово-Микільського монастиря | 1913–1914 рр., 1930-ті рр. (перебудова)                                                                   | Мазепи Івана вул., 11 | № 448-Кв         | Наказ Міністерства культури і туризму України від 15.04.2008 № 424/1/16-08 |                |
| 214   | Будинок прибутковий | 1906 р., 1939 р.                                                                                          | Мазепи Івана вул., 12 |                  | Наказ Головного управління охорони культурної спадщини від 24.03.2008 № 10/06-08 |                |
| 215   | Палац школярів | 1962–1965 рр.                                                                                             | Мазепи Івана вул., 13 | № 449-Кв         | Наказ Міністерства культури і туризму України від 15.04.2008 № 424/1/16-08 |                |
| 216   | Будинок працівників Червонопрапорного заводу | 1938–1940 рр.                                                                                             | Мазепи Івана вул., 14 | № 450-Кв         | Наказ Міністерства культури і туризму України від 15.04.2008 № 424/1/16-08 |                |
| 217   | Церква Спаса на Берестові | 1113–1125 рр.                                                                                             | Мазепи Івана вул., 15 | № 2              | Постанова Ради Міністрів УРСР від 24.08.1963 № 970 |                |
| 218   | Навчальний корпус гімназії № 3 (Училище культури і мистецтв) | 1916,1930 рр.                                                                                             | Мазепи Івана вул., 15 | № 451-Кв         | Наказ Міністерства культури і туризму України від 15.04.2008 № 424/1/16-08 |                |
|       | Київська фортеця | | |                  | |                |
| 219   | Провіантський магазин Києво-Печерської фортеці | 1840-ві рр.                                                                                               | Мазепи Івана вул., 17 | № 4/114          | Рішення виконавчого комітету Київської міськради народних депутатів від 28.12.1994 № 20-р |                |
| 220   | Пороховий льох Павлівського бастіону | 1748 р.                                                                                                   | Мазепи Івана вул., 17 | № 3              | Постанова Ради Міністрів УРСР від 24.08.1963 № 970 |                |
| 221   | Будинок прибутковий | Межа XIX–ХХ ст., 1939 р. (надбудова) (об'єм по вулиці А. Іванова); 1912 р. (наріжний об'єм)               | Мазепи Івана вул., 18/29 | № 452-Кв         | Наказ Міністерства культури і туризму України від 15.04.2008 № 424/1/16-08 |                |
| 222   | Фонтан біля корпусу друкарні | Поч. XX ст.                                                                                               | Мазепи Івана вул., 21 | № 4/111          | Рішення виконавчого комітету Київської міськради народних депутатів від 28.12.1994 № 20-р, ЮНЕСКО від 12.12.1990 № 337                                                                                                   |                |
| 223   | Фонтан біля будинку намісника | Поч. XX ст.                                                                                               | Мазепи Івана вул., 21 | № 4/110          | Рішення виконавчого комітету Київської міськради народних депутатів від 28.12.1994 № 20-р, ЮНЕСКО від 12.12.1990 № 337                                                                                                   |                |
| 224   | Фонтан біля ковнірівського корпусу | Поч. XX ст.                                                                                               | Мазепи Івана вул., 21 | № 4/112          | Рішення виконавчого комітету Київської міськради народних депутатів від 28.12.1994 № 20-р, ЮНЕСКО від 12.12.1990 № 337                                                                                                   |                |
| 225   | Котельня (корпус № 100) | XVIII ст.; 1862 р.; поч. XIX ст.                                                                          | Мазепи Івана вул., 21 | № 4/109          | Рішення виконавчого комітету Київської міськради народних депутатів від 28.12.1994 № 20-р, ЮНЕСКО від 12.12.1990 № 337                                                                                                   |                |
| 226   | Братська лікарня (лікарняні келії, корпус № 26) | 1841–1842; 1859—1860 рр.                                                                                  | Мазепи Івана вул., 21 | № 4/55           | Рішення виконавчого комітету Київської міськради народних депутатів від 28.12.1994 № 20-р, ЮНЕСКО від 12.12.1990 № 337                                                                                                   |                |
| 227   | Східна в'їзна брама (корпус № 94а) | кін. XIX — поч. XX ст.                                                                                    | Мазепи Івана вул., 21 | № 4/104          | Рішення виконавчого комітету Київської міськради народних депутатів від 28.12.1994 № 20-р, ЮНЕСКО від 12.12.1990 № 337                                                                                                   |                |
| 228   | Словолитня (корпус № 10) | 1860–1863 рр.                                                                                             | Мазепи Івана вул., 21 | № 4/43           | Рішення виконавчого комітету Київської міськради народних депутатів від 28.12.1994 № 20-р, ЮНЕСКО від 12.12.1990 № 337                                                                                                   |                |
| 229   | Флігель клірошанського корпусу (корпус № 22) | XVIII ст.                                                                                                 | Мазепи Івана вул., 21 | № 4/52           | Рішення виконавчого комітету Київської міськради народних депутатів від 28.12.1994 № 20-р, ЮНЕСКО від 12.12.1990 № 337                                                                                                   |                |
| 230   | Келії (корпус № 21а) | XVIII ст.                                                                                                 | Мазепи Івана вул., 21 | № 4/51           | Рішення виконавчого комітету Київської міськради народних депутатів від 28.12.1994 № 20-р, ЮНЕСКО від 12.12.1990 № 337                                                                                                   |                |
| 231   | Ремісничі келії (корпус № 21) | XVII–XVIII ст.                                                                                            | Мазепи Івана вул., 21 | № 4/50           | Рішення виконавчого комітету Київської міськради народних депутатів від 28.12.1994 № 20-р, ЮНЕСКО від 12.12.1990 № 337                                                                                                   |                |
| 232   | Готельний корпус (№ 19) | 1906–1908 рр.                                                                                             | Мазепи Івана вул., 21 | № 4/49           | Рішення виконавчого комітету Київської міськради народних депутатів від 28.12.1994 № 20-р, ЮНЕСКО від 12.12.1990 № 337                                                                                                   |                |
| 233   | Столярна майстерня (корпус № 23) | 1902 р.                                                                                                   | Мазепи Івана вул., 21 | № 4/53           | Рішення виконавчого комітету Київської міськради народних депутатів від 28.12.1994 № 20-р, ЮНЕСКО від 12.12.1990 № 337                                                                                                   |                |
| 234   | Палітурня (корпус № 15) | 1903–1904 рр.                                                                                             | Мазепи Івана вул., 21 | № 4/48           | Рішення виконавчого комітету Київської міськради народних депутатів від 28.12.1994 № 20-р, ЮНЕСКО від 12.12.1990 № 337                                                                                                   |                |
| 235   | Набиральня та коректорська | 1898 р.                                                                                                   | Мазепи Івана вул., 21 | № 4/47           | Рішення виконавчого комітету Київської міськради народних депутатів від 28.12.1994 № 20-р, ЮНЕСКО від 12.12.1990 № 337                                                                                                   |                |
| 236   | Майстерня (корпус № 11б) | кін. XIX — поч. XX ст.                                                                                    | Мазепи Івана вул., 21 | № 4/46           | Рішення виконавчого комітету Київської міськради народних депутатів від 28.12.1994 № 20-р, ЮНЕСКО від 12.12.1990 № 337                                                                                                   |                |
| 237   | Аптека (корпус № 24) | 1902–1903 рр.                                                                                             | Мазепи Івана вул., 21 | № 4/54           | Рішення виконавчого комітету Київської міськради народних депутатів від 28.12.1994 № 20-р, ЮНЕСКО від 12.12.1990 № 337                                                                                                   |                |
| 238   | Просфірня (корпус № 11) | 1913 р.                                                                                                   | Мазепи Івана вул., 21 | № 4/45           | Рішення виконавчого комітету Київської міськради народних депутатів від 28.12.1994 № 20-р, ЮНЕСКО від 12.12.1990 № 337                                                                                                   |                |
| 239   | Книжкова крамниця (корпус № 28) | XIX ст.                                                                                                   | Мазепи Івана вул., 21 | № 4/56           | Рішення виконавчого комітету Київської міськради народних депутатів від 28.12.1994 № 20-р, ЮНЕСКО від 12.12.1990 № 337                                                                                                   |                |
| 240   | Огорожа оглядового майданчика (№ 30-б або 29-а) | 2-га пол. XIX ст.                                                                                         | Мазепи Івана вул., 21 | № 4/57           | Рішення виконавчого комітету Київської міськради народних депутатів від 28.12.1994 № 20-р, ЮНЕСКО від 12.12.1990 № 337                                                                                                   |                |
| 241   | В'їзна брама на подвір'я друкарні (корпус № 10а) | 1860–1863 рр.                                                                                             | Мазепи Івана вул., 21 | № 4/44           | Рішення виконавчого комітету Київської міськради народних депутатів від 28.12.1994 № 20-р, ЮНЕСКО від 12.12.1990 № 337                                                                                                   |                |
| 242   | Ротонда біля Ближніх печер (корпус № 97) | поч. XIX ст.                                                                                              | Мазепи Івана вул., 21 | № 4/108          | Рішення виконавчого комітету Київської міськради народних депутатів від 28.12.1994 № 20-р, ЮНЕСКО від 12.12.1990 № 337                                                                                                   |                |
| 243   | Іконописна школа та майстерня (корпус № 30) | 1880–1883 рр.                                                                                             | Мазепи Івана вул., 21 | № 4/58           | Рішення виконавчого комітету Київської міськради народних депутатів від 28.12.1994 № 20-р, ЮНЕСКО від 12.12.1990 № 337                                                                                                   |                |
| 244   | В'їзна брама до господарчого двору (корпус № 82а) | 1885 р.                                                                                                   | Мазепи Івана вул., 21 | № 4/42           | Рішення виконавчого комітету Київської міськради народних депутатів від 28.12.1994 № 20-р, ЮНЕСКО від 12.12.1990 № 337                                                                                                   |                |
| 245   | Келії співаків митрополичого хору (корпус № 6) | 1902–1904 рр.                                                                                             | Мазепи Івана вул., 21 | № 4/41           | Рішення виконавчого комітету Київської міськради народних депутатів від 28.12.1994 № 20-р, ЮНЕСКО від 12.12.1990 № 337                                                                                                   |                |
| 246   | Бібліотека митрополита Флавіана (корпус № 5) | 1908–1909 рр.                                                                                             | Мазепи Івана вул., 21 | № 4/40           | Рішення виконавчого комітету Київської міськради народних депутатів від 28.12.1994 № 20-р, ЮНЕСКО від 12.12.1990 № 337                                                                                                   |                |
| 247   | Підпірна стіна Верхньої Лаври (№ 30а) | сер. XVIII ст.                                                                                            | Мазепи Івана вул., 21 | № 4/59           | Рішення виконавчого комітету Київської міськради народних депутатів від 28.12.1994 № 20-р, ЮНЕСКО від 12.12.1990 № 337                                                                                                   |                |
| 248   | Південна брама (корпус № 79) | XVIII ст.                                                                                                 | Мазепи Івана вул., 21 | № 4/99           | Рішення виконавчого комітету Київської міськради народних депутатів від 28.12.1994 № 20-р, ЮНЕСКО від 12.12.1990 № 337                                                                                                   |                |
| 249   | Цвинтар Києво-Печерської лаври | | |                  | |                |
| 250   | Могила козацьких старшин Іскри і Кочубея | 1708 р.                                                                                                   | Мазепи Івана вул., 21 | № 260031         | Постанова Кабінету Міністрів України від 03.09.2009 № 928 історія |                |
| 251   | Стіна з брамою біля Головної дзвіниці (корпус № 81а) | XVIII ст.                                                                                                 | Мазепи Івана вул., 21 | № 4/100          | Рішення виконавчого комітету Київської міськради народних депутатів від 28.12.1994 № 20-р, ЮНЕСКО від 12.12.1990 № 337                                                                                                   |                |
| 252   | Продовольчий льох при садибі митрополита (корпус № 88а) | XVIII ст.                                                                                                 | Мазепи Івана вул., 21 | № 4/101          | Рішення виконавчого комітету Київської міськради народних депутатів від 28.12.1994 № 20-р, ЮНЕСКО від 12.12.1990 № 337                                                                                                   |                |
| 253   | Північна в'їзна брама (корпус № 93а) | Поч. XX ст.                                                                                               | Мазепи Івана вул., 21 | № 4/102          | Рішення виконавчого комітету Київської міськради народних депутатів від 28.12.1994 № 20-р, ЮНЕСКО від 12.12.1990 № 337                                                                                                   |                |
| 254   | Господарча споруда Верхньої Лаври (корпус № 94) | XIX ст.                                                                                                   | Мазепи Івана вул., 21 | № 4/103          | Рішення виконавчого комітету Київської міськради народних депутатів від 28.12.1994 № 20-р, ЮНЕСКО від 12.12.1990 № 337                                                                                                   |                |
| 255   | Водосвятний ківорій Верхньої Лаври (корпус № 95) | 1896–1897 рр.                                                                                             | Мазепи Івана вул., 21 | № 4/105          | Рішення виконавчого комітету Київської міськради народних депутатів від 28.12.1994 № 20-р, ЮНЕСКО від 12.12.1990 № 337                                                                                                   |                |
| 256   | Келії (корпус № 4) | 1777 р.                                                                                                   | Мазепи Івана вул., 21 | № 4/5            | ЮНЕСКО від 12.12.1990 № 337, Постанова Ради Міністрів УРСР від 24.08.1963 № 970 |                |
| 257   | Башта Онуфріївська (палатна) | 1698–1701 рр.                                                                                             | Мазепи Івана вул., 21 | № 4/15           | ЮНЕСКО від 12.12.1990 № 337, Постанова Ради Міністрів УРСР від 24.08.1963 № 970 |                |
| 258   | Церква Різдва Богородиці | 1696 р.                                                                                                   | Мазепи Івана вул., 21 | № 4/20           | ЮНЕСКО від 12.12.1990 № 337, Постанова Ради Міністрів УРСР від 24.08.1963 № 970 |                |
| 259   | Дзвіниця на Дальніх печерах | 1754–1761 рр.                                                                                             | Мазепи Івана вул., 21 | № 4/22           | ЮНЕСКО від 12.12.1990 № 337, Постанова Ради Міністрів УРСР від 24.08.1963 № 970 |                |
| 260   | Галерея біля церкви Різдва Богородиці | 1744 р.                                                                                                   | Мазепи Івана вул., 21 | № 4/23           | ЮНЕСКО від 12.12.1990 № 337, Постанова Ради Міністрів УРСР від 24.08.1963 № 970 |                |
| 261   | Церква Ганнозачатіївська на Дальніх печерах | 1679 р.                                                                                                   | Мазепи Івана вул., 21 | № 4/24           | ЮНЕСКО від 12.12.1990 № 337, Постанова Ради Міністрів УРСР від 24.08.1963 № 970 |                |
| 262   | Будинок намісника (корпус № 1) | 1731–1745 рр.                                                                                             | Мазепи Івана вул., 21 | № 4/25           | ЮНЕСКО від 12.12.1990 № 337, Постанова Ради Міністрів УРСР від 24.08.1963 № 970 |                |
| 263   | Дзвіниця на Ближніх печерах | 1759–1762 рр.                                                                                             | Мазепи Івана вул., 21 | № 4/19           | ЮНЕСКО від 12.12.1990 № 337, Постанова Ради Міністрів УРСР від 24.08.1963 № 970 |                |
| 264   | Башта південна (часова) | 1698–1701 рр.                                                                                             | Мазепи Івана вул., 21 | № 4/18           | ЮНЕСКО від 12.12.1990 № 337, Постанова Ради Міністрів УРСР від 24.08.1963 № 970 |                |
| 265   | Башта малярна (північна) | 1698–1701 рр.                                                                                             | Мазепи Івана вул., 21 | № 4/17           | ЮНЕСКО від 12.12.1990 № 337, Постанова Ради Міністрів УРСР від 24.08.1963 № 970 |                |
|       | Цвинтар Києво-Печерської лаври | | |                  | |                |
| 266   | Могила Аксакової, дочки російського письменника С. С. Аксакова | невідома                                                                                                  | Мазепи Івана вул., 21 |                  | Рішення виконавчого комітету Київської міськради народних депутатів від 27.01.1970 № 159 |                |
| 267   | Палата трапезна з церквою Антонія і Феодосія | 1893–1895 рр.                                                                                             | Мазепи Івана вул., 21 | № 4/26           | ЮНЕСКО від 12.12.1990 № 337, Постанова Ради Міністрів УРСР від 24.08.1963 № 970 |                |
| 268   | Кухня трапезної Верхньої Лаври | 1746–1751 рр.                                                                                             | Мазепи Івана вул., 21 | № 4/27           | ЮНЕСКО від 12.12.1990 № 337, Постанова Ради Міністрів УРСР від 24.08.1963 № 970 |                |
| 269   | Келії гостинного двору (корпус № 55) | 1829–1830 рр.                                                                                             | Мазепи Івана вул., 21 | № 4/55           | ЮНЕСКО від 12.12.1990 № 337, Постанова Ради Міністрів УРСР від 06.09.1979 № 442 |                |
| 270   | Корпус Братський на Дальніх печерах (корпус № 50) | 1820-ті рр.                                                                                               | Мазепи Івана вул., 21 | № 4/50           | ЮНЕСКО від 12.12.1990 № 337, Постанова Ради Міністрів УРСР від 06.09.1979 № 442 |                |
| 271   | Башта Івана Кущника (часова) | 1698–1701 рр.                                                                                             | Мазепи Івана вул., 21 | № 4/16           | ЮНЕСКО від 12.12.1990 № 337, Постанова Ради Міністрів УРСР від 24.08.1963 № 970 |                |
| 272   | Церква Здвиженська | 1700 р.                                                                                                   | Мазепи Івана вул., 21 | № 4/21           | ЮНЕСКО від 12.12.1990 № 337, Постанова Ради Міністрів УРСР від 24.08.1963 № 970 |                |
| 273   | Палітурня (корпус № 13) | 1757–1770 pp.                                                                                             | Мазепи Івана вул., 21 | № 4/10           | ЮНЕСКО від 12.12.1990 № 337, Постанова Ради Міністрів УРСР від 24.08.1963 № 970 |                |
| 274   | Корпус ковнірівський (№ 12) | 1744–1746 рр.                                                                                             | Мазепи Івана вул., 21 | № 4/6            | ЮНЕСКО від 12.12.1990 № 337, Постанова Ради Міністрів УРСР від 24.08.1963 № 970 |                |
| 275   | Корпус староклірошанський (№ 20) | 1876 р.                                                                                                   | Мазепи Івана вул., 21 | № 4/7            | ЮНЕСКО від 12.12.1990 № 337, Постанова Ради Міністрів УРСР від 24.08.1963 № 970 |                |
| 276   | Корпус економічний (№ 7) | 1720–1723; 1848; 1870-ті рр.                                                                              | Мазепи Івана вул., 21 | № 4/8            | ЮНЕСКО від 12.12.1990 № 337, Постанова Ради Міністрів УРСР від 24.08.1963 № 970 |                |
| 277   | Друкарня (корпус № 8-9) | 1721–1727 рр.; XIX ст.                                                                                    | Мазепи Івана вул., 21 | № 4/9            | ЮНЕСКО від 12.12.1990 № 337, Постанова Ради Міністрів УРСР від 24.08.1963 № 970 |                |
| 278   | Церква Благовіщенська | 1905 р.                                                                                                   | Мазепи Івана вул., 21 | № 4/36           | ЮНЕСКО від 12.12.1990 № 337, Постанова Ради Міністрів УРСР від 06.09.1979 № 442 |                |
| 279   | Корпус Братський на Ближніх печерах (корпус № 44) | XVIII–XIX ст.                                                                                             | Мазепи Івана вул., 21 | № 4/44           | ЮНЕСКО від 12.12.1990 № 337, Постанова Ради Міністрів УРСР від 06.09.1979 № 442 |                |
| 280   | Мури монастирські | 1698–1701 рр.                                                                                             | Мазепи Івана вул., 21 | № 4/14           | ЮНЕСКО від 12.12.1990 № 337, Постанова Ради Міністрів УРСР від 24.08.1963 № 970 |                |
| 281   | Церква Микільська лікарняна трапезна (корпус № 25) | XVII–XIX ст.                                                                                              | Мазепи Івана вул., 21 | № 4/11           | ЮНЕСКО від 12.12.1990 № 337, Постанова Ради Міністрів УРСР від 24.08.1963 № 970 |                |
| 282   | Церква Всехсвятська над економічною брамою | 1698–1701 рр.                                                                                             | Мазепи Івана вул., 21 | № 4/12           | ЮНЕСКО від 12.12.1990 № 337, Постанова Ради Міністрів УРСР від 24.08.1963 № 970 |                |
| 283   | Будинок митрополита (корпус № 2) | 1727–1731; 1752—1761; 1803 рр.                                                                            | Мазепи Івана вул., 21 | № 4/13           | ЮНЕСКО від 12.12.1990 № 337, Постанова Ради Міністрів УРСР від 24.08.1963 № 970 |                |
| 284   | Цвинтар Києво-Печерської лаври | | Мазепи Івана вул., 21 |                  | ЮНЕСКО від 12.12.1990 № 337 |                |
| 285   | Надгробок над похованням М. С. Леонова, (майора, учасника російсько-турецької війни 1877—1878 рр.) та С. С. Леонова (1834—1899) | | Мазепи Івана вул., 21 |                  | Рішення виконавчого комітету Київської міськради народних депутатів від 27.01.1970 № 159 історія |                |
| 286   | Церква Троїцька надбрамна | 1106–1108, 1708, 1731, 1734 рр.                                                                           | Мазепи Івана вул., 21 | № 4/3            | ЮНЕСКО від 12.12.1990 № 337, Постанова Ради Міністрів УРСР від 24.08.1963 № 970 |                |
| 287   | Складальня (корпус № 14) | 1898 р.                                                                                                   | Мазепи Івана вул., 21 | № 4/47           | Рішення виконавчого комітету Київської міськради народних депутатів від 28.12.1994 № 20-р |                |
| 288   | Надгробок І. І. Васильчикова (1805—1862) та К. О. Васильчикова (1818—1869) | 1862 р., 1869 р.                                                                                          | Мазепи Івана вул., 21 |                  | Наказ Управління охорони пам'яток історії, культури та історичного середовища від 04.11.1998 № 53 |                |
| 289   | Могила П. С. Кайсарова, генерала, учасника Вітчизняної війни 1812 року | 1844 р.                                                                                                   | Мазепи Івана вул., 21 |                  | Рішення виконавчого комітету Київської міськради народних депутатів від 27.01.1970 № 159 |                |
| 290   | Дзвіниця велика Успенського собору | 1731–1745 рр.                                                                                             | Мазепи Івана вул., 21 | № 4/2            | ЮНЕСКО від 12.12.1990 № 337, Постанова Ради Міністрів УРСР від 24.08.1963 № 970 |                |
| 291   | Собор Успенський (руїни) | 1073–1078 рр.                                                                                             | Мазепи Івана вул., 21 | № 4/1            | ЮНЕСКО від 12.12.1990 № 337, Постанова Ради Міністрів УРСР від 24.08.1963 № 970 |                |
|       | Цвинтар Києво-Печерської лаври | | |                  | |                |
| 292   | Могила генерала Ф. В. Остен-Сакена, коменданта Парижа, учасника Вітчизняної війни 1812 року. | | Мазепи Івана вул., 21 |                  | Наказ Управління охорони пам'яток історії, культури та історичного середовища від 04.11.1998 № 53 |                |
| 293   | Могила Є. В. Путятина, адмірала, генерал-ад'ютанта | | Мазепи Івана вул., 21 |                  | Рішення виконавчого комітету Київської міськради народних депутатів від 27.01.1970 № 159 |                |
| 294   | Могила А. І. Красовського, генерала, учасника Вітчизняної війни 1812 року | | Мазепи Івана вул. 21 |                  | Рішення виконавчого комітету Київської міськради народних депутатів від 27.01.1970 № 159 |                |
| 295   | Могила П. О. Румянцева-Задунайського, полководця, генерал-фельдмаршала, учасника семирічної війни 1756—1763 рр. | | Мазепи Івана вул., 21 |                  | Рішення виконавчого комітету Київської міськради народних депутатів від 05.09.1977 № 1332 |                |
| 296   | Келії (корпус № 3) | 1720–1721 рр.                                                                                             | Мазепи Івана вул., 21 | № 4/4            | ЮНЕСКО від 12.12.1990 № 337, Постанова Ради Міністрів УРСР від 24.08.1963 № 970 |                |
| 297   | Культурний шар Києво-Печерського монастиря | ХІ–ХІІІ ст.                                                                                               | Мазепи Івана вул., 21 |                  | ЮНЕСКО від 12.12.1990 № 337, Рішення виконавчого комітету Київської міськради народних депутатів від 17.11.1987 № 1112                                                                                                   |                |
|       | Комплекс лікарні | | Мазепи Івана вул., 23 | № 454-Кв         | Наказ Міністерства культури і туризму України від 15.04.2008 № 424/1/16-08 |                |
| 298   | Лікарня з церквою (кор. ІІІ) | 1911–1914 рр.                                                                                             | Мазепи Івана вул., 23 | № 454/1          | Наказ Міністерства культури і туризму України від 15.04.2008 № 424/1/16-08 |                |
| 299   | Цегляна огорожа лікарні | 1912 р.                                                                                                   | Мазепи Івана вул., 23 | № 454/4          | Наказ Міністерства культури і туризму України від 15.04.2008 № 424/1/16-08 |                |
| 300   | Водонапірна вежа | 1879 р.                                                                                                   | Мазепи Івана вул., 23 | № 454/2          | Наказ Міністерства культури і туризму України від 15.04.2008 № 424/1/16-08 |                |
| 301   | Книжковий склад | 2-га пол. XIX ст.                                                                                         | Мазепи Івана вул., 23 | № 454/3          | Наказ Міністерства культури і туризму України від 15.04.2008 № 424/1/16-08 |                |
| 302   | Вхід до Дальніх печер (корпус № 73) | 1915 р.                                                                                                   | Мазепи Івана вул., 25 | № 4/90           | Рішення виконавчого комітету Київської міськради народних депутатів від 28.12.1994 № 20-р |                |
| 303   | Західна в'їзна брама (корпус № 71-б) | 1850–1852 рр.                                                                                             | Мазепи Івана вул., 25 | № 4/86           | Рішення виконавчого комітету Київської міськради народних депутатів від 28.12.1994 № 20-р |                |
| 304   | Брама та огорожа на в'їзді до Нижньої Лаври (№ 71-в) | XIX ст.                                                                                                   | Мазепи Івана вул., 25 | № 4/87           | Рішення виконавчого комітету Київської міськради народних депутатів від 28.12.1994 № 20-р |                |
| 305   | Галерея від Ближніх печер до Дальніх (корпус № 72) | XIX ст.                                                                                                   | Мазепи Івана вул., 25 | № 4/88           | Рішення виконавчого комітету Київської міськради народних депутатів від 28.12.1994 № 20-р |                |
| 306   | Вхід у галерею (корпус № 72-а) | XIX ст.                                                                                                   | Мазепи Івана вул., 25 | № 4/89           | Рішення виконавчого комітету Київської міськради народних депутатів від 28.12.1994 № 20-р |                |
| 307   | Оборонний мур навколо Дальніх та Ближніх печер | 1844–1846 рр.                                                                                             | Мазепи Івана вул., 25 | № 867/3          | Постанова Ради Міністрів УРСР від 06.09.1979 № 442 |                |
| 308   | Ротонда підпірної стіни (корпус № 74) | 1790-ті рр.                                                                                               | Мазепи Івана вул., 25 | № 4/91           | Рішення виконавчого комітету Київської міськради народних депутатів від 28.12.1994 № 20-р |                |
| 309   | Ротонда підпірної стіни із входом (корпус № 74-а) | 1790-ті рр.                                                                                               | Мазепи Івана вул., 25 | № 4/92           | Рішення виконавчого комітету Київської міськради народних депутатів від 28.12.1994 № 20-р |                |
| 310   | Склеп Васильчикових | XIX ст.                                                                                                   | Мазепи Івана вул., 25 | № 4/113          | Рішення виконавчого комітету Київської міськради народних депутатів від 28.12.1994 № 20-р |                |
| 311   | Фотографія та золотарня (корпус № 31) | 1871, 1875 рр.                                                                                            | Мазепи Івана вул., 25 | № 4/60           | Рішення виконавчого комітету Київської міськради народних депутатів від 28.12.1994 № 20-р |                |
| 312   | Вхід у галерею Ближніх печер (корпус № 32-а) | XIX ст.                                                                                                   | Мазепи Івана вул., 25 | № 4/61           | Рішення виконавчого комітету Київської міськради народних депутатів від 28.12.1994 № 20-р |                |
| 313   | Печери Дальні | XI ст. | Мазепи Івана вул., 25 | № 4/35           | Постанова Ради Міністрів УРСР від 24.08.1963 № 970 |                |
| 314   | Братські келії на Дальніх печерах (корпус № 53) | 1898–1899 рр.                                                                                             | Мазепи Івана вул., 25 | № 4/74           | Рішення виконавчого комітету Київської міськради народних депутатів від 28.12.1994 № 20-р |                |
| 315   | Келії гостинного двору (корпус № 69) | XIX ст.                                                                                                   | Мазепи Івана вул., 25 | № 4/84           | Рішення виконавчого комітету Київської міськради народних депутатів від 28.12.1994 № 20-р |                |
| 316   | Лікарня та церква гостинного двору (корпус № 68) | 1864–1866 рр.                                                                                             | Мазепи Івана вул., 25 | № 4/83           | Рішення виконавчого комітету Київської міськради народних депутатів від 28.12.1994 № 20-р |                |
| 317   | Вхід у галерею Дальніх печер (корпус № 66-а) | 1898 р.                                                                                                   | Мазепи Івана вул., 25 | № 4/82           | Рішення виконавчого комітету Київської міськради народних депутатів від 28.12.1994 № 20-р |                |
| 318   | В'їзна брама на територію Ближніх печер (корпус № 46-б) | XIX ст.                                                                                                   | Мазепи Івана вул., 25 | № 4/81           | Рішення виконавчого комітету Київської міськради народних депутатів від 28.12.1994 № 20-р |                |
| 319   | Свічковий завод (корпус № 64) | 1872–1874 рр.                                                                                             | Мазепи Івана вул., 25 | № 4/80           | Рішення виконавчого комітету Київської міськради народних депутатів від 28.12.1994 № 20-р |                |
| 320   | Келії гостинного двору (корпус № 63) | XIX ст.                                                                                                   | Мазепи Івана вул., 25 | № 4/79           | Рішення виконавчого комітету Київської міськради народних депутатів від 28.12.1994 № 20-р |                |
| 321   | Господарчий будинок (корпус N 60) | 1885 р.                                                                                                   | Мазепи Івана вул., 25 | № 4/78           | Рішення виконавчого комітету Київської міськради народних депутатів від 28.12.1994 № 20-р |                |
| 322   | Келії гостинного двору (корпус № 58) | XIX ст.                                                                                                   | Мазепи Івана вул., 25 | № 4/77           | Рішення виконавчого комітету Київської міськради народних депутатів від 28.12.1994 № 20-р |                |
| 323   | Келії гостинного двору (корпус № 57) | XIX ст.                                                                                                   | Мазепи Івана вул., 25 | № 4/76           | Рішення виконавчого комітету Київської міськради народних депутатів від 28.12.1994 № 20-р |                |
| 324   | Гостинний корпус та контора (корпус № 54) | 1870 р.                                                                                                   | Мазепи Івана вул., 25 | № 4/75           | Рішення виконавчого комітету Київської міськради народних депутатів від 28.12.1994 № 20-р |                |
| 325   | Братська лазня (корпус № 34) | 1888 р.                                                                                                   | Мазепи Івана вул., 25 | № 4/62           | Рішення виконавчого комітету Київської міськради народних депутатів від 28.12.1994 № 20-р |                |
| 326   | Братські келії на Дальніх печерах (корпус № 52) | 2-га пол. XIX ст.                                                                                         | Мазепи Івана вул., 25 | № 4/73           | Рішення виконавчого комітету Київської міськради народних депутатів від 28.12.1994 № 20-р |                |
| 327   | Схимницький корпус на Дальніх печерах (корпус № 51) | 1894–1896 рр.                                                                                             | Мазепи Івана вул., 25 | № 4/72           | Рішення виконавчого комітету Київської міськради народних депутатів від 28.12.1994 № 20-р |                |
| 328   | Каплиця над артезианською свердловиною (корпус № 47) | поч. XX ст.                                                                                               | Мазепи Івана вул., 25 | № 4/71           | Рішення виконавчого комітету Київської міськради народних депутатів від 28.12.1994 № 20-р |                |
| 329   | Сторожка на Ближніх печерах (корпус № 46-а) | сер. XIX ст.                                                                                              | Мазепи Івана вул., 25 | № 4/70           | Рішення виконавчого комітету Київської міськради народних депутатів від 28.12.1994 № 20-р |                |
| 330   | Братські келії (корпус № 46) | XIX ст.                                                                                                   | Мазепи Івана вул., 25 | № 4/69           | Рішення виконавчого комітету Київської міськради народних депутатів від 28.12.1994 № 20-р |                |
| 331   | Братські келії на Ближніх печерах (корпус № 45) | 1890 р.                                                                                                   | Мазепи Івана вул., 25 | № 4/68           | Рішення виконавчого комітету Київської міськради народних депутатів від 28.12.1994 № 20-р |                |
| 332   | Огорожа монастирського саду (№ 44-а) | XIX ст.                                                                                                   | Мазепи Івана вул., 25 | № 4/67           | Рішення виконавчого комітету Київської міськради народних депутатів від 28.12.1994 № 20-р |                |
| 333   | Братські келії (корпус № 43) | 1898–1899 рр.                                                                                             | Мазепи Івана вул., 25 | № 4/66           | Рішення виконавчого комітету Київської міськради народних депутатів від 28.12.1994 № 20-р |                |
| 334   | Вхід до Ближніх печер (корпус № 41) | 1818 р.; кін. XIX ст.                                                                                     | Мазепи Івана вул., 25 | № 4/65           | Рішення виконавчого комітету Київської міськради народних депутатів від 28.12.1994 № 20-р |                |
| 335   | Крамниця для продажу ікон і книжок (корпус № 39) | 1901–1906 рр.                                                                                             | Мазепи Івана вул., 25 | № 4/64           | Рішення виконавчого комітету Київської міськради народних депутатів від 28.12.1994 № 20-р |                |
| 336   | Крамниця для продажу ікон (корпус № 35) | 1902–1903 рр.                                                                                             | Мазепи Івана вул., 25 | № 4/63           | Рішення виконавчого комітету Київської міськради народних депутатів від 28.12.1994 № 20-р |                |
| 337   | Келії гостинного двору (корпус № 71) | XIX — поч. XX ст.                                                                                         | Мазепи Івана вул., 25 | № 4/85           | Рішення виконавчого комітету Київської міськради народних депутатів від 28.12.1994 № 20-р |                |
| 338   | Будинок намісника на Дальніх печерах (корпус № 49) | 1810 р.                                                                                                   | Мазепи Івана вул., 25 | № 4/30           | Постанова Ради Міністрів УРСР від 24.08.1963 № 970 |                |
| 339   | Підпірна стіна Дебоскета (корпус № 77) | 1750-ті рр.                                                                                               | Мазепи Івана вул., 25 | № 4/95           | Рішення виконавчого комітету Київської міськради народних депутатів від 28.12.1994 № 20-р |                |
| 340   | Сходи підпірної стіни Дебоскета (корпус № 77-б) | XX ст. | Мазепи Івана вул., 25 | № 4/97           | Рішення виконавчого комітету Київської міськради народних депутатів від 28.12.1994 № 20-р |                |
| 341   | Каплиця над склепом О. П. Безака (корпус № 78) | 1868–1872 рр.                                                                                             | Мазепи Івана вул., 25 | № 4/98           | Рішення виконавчого комітету Київської міськради народних депутатів від 28.12.1994 № 20-р |                |
| 342   | Могила П. С. Кайсарова | невідома                                                                                                  | Мазепи Івана вул., 25 |                  | Рішення виконавчого комітету Київської міськради народних депутатів від 27.01.1970 № 159 |                |
| 343   | Могила М. С. та С. С. Леонових — учасників звільнення Болгарії від турецького іга у 1877—1878 рр. | 1877 р., кін. XIX ст.                                                                                     | Мазепи Івана вул., 25 |                  | Рішення виконавчого комітету Київської міськради народних депутатів від 27.01.1970 № 159 |                |
| 344   | Надгробок Є. В. та М. В. Путятиних | кін. XIX ст.                                                                                              | Мазепи Івана вул., 25 |                  | Наказ Управління охорони пам'яток історії, культури та історичного середовища від 04.11.1998 № 53, Рішення виконавчого комітету Київської міськради народних депутатів від 27.01.1970 № 159                              |                |
| 345   | Будинок намісника на Ближніх печерах (корпус № 42) | кін. XVIII ст.                                                                                            | Мазепи Івана вул., 25 | № 4/28           | Постанова Ради Міністрів УРСР від 24.08.1963 № 970 |                |
| 346   | Огорожа підпірної стіни Дебоскета (корпус № 77-а) | XIX ст.                                                                                                   | Мазепи Івана вул., 25 | № 4/96           | Рішення виконавчого комітету Київської міськради народних депутатів від 28.12.1994 № 20-р |                |
| 347   | Келії (корпус № 48) | 1839 р.                                                                                                   | Мазепи Івана вул., 25 | № 4/29           | Постанова Ради Міністрів УРСР від 24.08.1963 № 970 |                |
| 348   | Могила П. О. Рум'янцева-Задунайського | Невідома                                                                                                  | Мазепи Івана вул., 25 |                  | Рішення виконавчого комітету Київської міськради народних депутатів від 05.09.1977 № 1332 |                |
| 349   | Готель для заможних прочан (корпус № 56) | 1851 р.                                                                                                   | Мазепи Івана вул., 25 | № 4/31           | Постанова Ради Міністрів УРСР від 24.08.1963 № 970 |                |
| 350   | Галерея на Ближніх печерах | 1819–1828 рр.                                                                                             | Мазепи Івана вул., 25 | № 4/32           | Постанова Ради Міністрів УРСР від 24.08.1963 № 970 |                |
| 351   | Печери Ближні | XI ст. | Мазепи Івана вул., 25 | № 4/33           | Постанова Ради Міністрів УРСР від 24.08.1963 № 970 |                |
| 352   | Галерея на Дальніх печерах | 1869 р.                                                                                                   | Мазепи Івана вул., 25 | № 4/34           | Постанова Ради Міністрів УРСР від 24.08.1963 № 970 |                |
| 353   | Водосвятний ківорій на Дальніх печерах (корпус № 96) | 1896–1897 рр.                                                                                             | Мазепи Івана вул., 25 | № 4/107          | Рішення виконавчого комітету Київської міськради народних депутатів від 28.12.1994 № 20-р |                |
| 354   | Надгробок Варлаама (Ліницького) | | Мазепи Івана вул., 25 |                  | Наказ Управління охорони пам'яток історії, культури та історичного середовища від 04.11.1998 № 53 |                |
| 355   | Пам'ятний знак Нестору, літописцю часів Київської Русі | 1988 р.                                                                                                   | Мазепи Івана вул., 25 |                  | Наказ Головного управління охорони культурної спадщини від 25.09.2006 № 53 |                |
| 356   | Надгробок П. П. Турчанінова (1776—1839) | 1839 р.                                                                                                   | Мазепи Івана вул., 25 |                  | Наказ Управління охорони пам'яток історії, культури та історичного середовища від 04.11.1998 № 53 монументальне мистецтво                                                                                                |                |
| 357   | Надгробок І. І. та П. І. Потапових | 1842 р.                                                                                                   | Мазепи Івана вул., 25 |                  | Наказ Управління охорони пам'яток історії, культури та історичного середовища від 04.11.1998 № 53 |                |
| 358   | Надгробок Є. В. та М. В. Путятіних | кін. XIX ст.                                                                                              | Мазепи Івана вул., 25 |                  | Наказ Управління охорони пам'яток історії, культури та історичного середовища від 04.11.1998 № 53 |                |
| 359   | Надгробок О. В. Стригальової (Олімпіади, роки життя 1771—1828) | 1830 р.                                                                                                   | Мазепи Івана вул., 25 |                  | Наказ Управління охорони пам'яток історії, культури та історичного середовища від 04.11.1998 № 53 |                |
| 360   | Надгробок Є., С. Севастьянових | 1833 р.                                                                                                   | Мазепи Івана вул., 25 |                  | Наказ Управління охорони пам'яток історії, культури та історичного середовища від 04.11.1998 № 53 |                |
| 361   | Надгробок В. П. Палтової | 1879 р.                                                                                                   | Мазепи Івана вул., 25 |                  | Наказ Управління охорони пам'яток історії, культури та історичного середовища від 04.11.1998 № 53 |                |
| 362   | Надгробок Д. Нащинського | поч. XIX ст.                                                                                              | Мазепи Івана вул., 25 |                  | Наказ Управління охорони пам'яток історії, культури та історичного середовища від 04.11.1998 № 53 |                |
| 363   | Надгробок А. В. та Д. А. Красовських | 1871 р.                                                                                                   | Мазепи Івана вул., 25 |                  | Наказ Управління охорони пам'яток історії, культури та історичного середовища від 04.11.1998 № 53 |                |
| 364   | Надгробок А. С. та В. С. Ільяшенків | кін. XIX ст.                                                                                              | Мазепи Івана вул., 25 |                  | Наказ Управління охорони пам'яток історії, культури та історичного середовища від 04.11.1998 № 53 |                |
| 365   | Надгробок Є. та І. Гудим-Левковичів | 1838 р.                                                                                                   | Мазепи Івана вул., 25 |                  | Наказ Управління охорони пам'яток історії, культури та історичного середовища від 04.11.1998 № 53 |                |
|       | Комплекс Воскресенської церкви | | Мазепи Івана вул., 27 | № 5              | Розпорядження Київської міської державної адміністрації від 14.08.1998 № 1678 |                |
| 366   | Будинок настоятеля | 1880-ті рр.                                                                                               | Мазепи Івана вул., 27 | № 5/1            | Розпорядження Київської міської державної адміністрації від 14.08.1998 № 1678 |                |
| 367   | Церква Воскресенська | 1698 р.                                                                                                   | Мазепи Івана вул., 27 | № 5              | Постанова Ради Міністрів УРСР від 24.08.1963 № 970 |                |
| 368   | Теплі готельні номери | 1865 р.                                                                                                   | Мазепи Івана вул., 27 | № 5/2            | Розпорядження Київської міської державної адміністрації від 14.08.1998 № 1678 |                |
| 369   | Західна брама | 1904 р.                                                                                                   | Мазепи Івана вул., 27 | № 5/3            | Розпорядження Київської міської державної адміністрації від 14.08.1998 № 1678 |                |
| 370   | Північна брама | 1904 р.                                                                                                   | Мазепи Івана вул., 27 | № 5/4            | Розпорядження Київської міської державної адміністрації від 14.08.1998 № 1678 |                |
| 371   | Будинок генерал-губернатора | 1757–1759 рр.; 1780-ті рр.; 1830-ті рр. (надбудова)                                                       | Мазепи Івана вул., 29 | № 866            | Постанова Ради Міністрів УРСР від 06.09.1979 № 442 |                |
| 372   | Брама двору канцелярії військового генерал-губернатора | кін. XIX ст.                                                                                              | Мазепи Івана вул., 29 | № 455-Кв         | Наказ Міністерства культури і туризму України від 15.04.2008 № 424/1/16-08 |                |
|       | Київська фортеця | | |                  | |                |
| 373   | Арсенал старий, де працював Я. Андрієвич, декабрист | 1784–1801 рр.                                                                                             | Мазепи Івана вул., 30 | № 6              | Рішення виконавчого комітету Київської міськради народних депутатів від 21.08.1975 № 840, Постанова Ради Міністрів УРСР від 24.08.1963 № 970                                                                             |                |
| 374   | Прохідна Старого Арсеналу | кін. XIX ст.                                                                                              | Мазепи Івана вул., 30 | № 457-Кв         | Наказ Міністерства культури і туризму України від 15.04.2008 № 424/1/16-08 |                |
| 375   | Могила київського генерал — губернатора С. І. Сукіна | XIX ст.                                                                                                   | Мазепи Івана вул., 30 |                  | Наказ Головного управління охорони культурної спадщини від 24.11.2005 № 07 |                |
|       | Комплекс Феодосіївської церкви | XIX ст.                                                                                                   | Мазепи Івана вул., 32 | № 7              | Розпорядження Київської міської державної адміністрації від 14.08.1998 № 1678 |                |
| 376   | Огорожа з брамою | 1860 р.                                                                                                   | Мазепи Івана вул., 32 | № 7/4            | Розпорядження Київської міської державної адміністрації від 14.08.1998 № 1678 |                |
| 377   | Будинок просфірні і школи (Будинок прочан) | 1900 р.                                                                                                   | Мазепи Івана вул. 32 | № 7/3            | Розпорядження Київської міської державної адміністрації від 14.08.1998 № 1678 |                |
| 378   | Братські келії | 1880-ті рр.                                                                                               | Мазепи Івана вул., 32 | № 7/2            | Розпорядження Київської міської державної адміністрації від 14.08.1998 № 1678 |                |
| 379   | Церква Феодосія Печерського | 1698–1700 рр.                                                                                             | Мазепи Івана вул., 32 | № 7              | Постанова Ради Міністрів УРСР від 24.08.1963 № 970 |                |
| 380   | Будинок настоятеля | 1880-ті, 1909 рр.                                                                                         | Мазепи Івана вул., 32 | № 7/1            | Розпорядження Київської міської державної адміністрації від 14.08.1998 № 1678 |                |
|       | Комплекс Українського державного музею Великої Вітчизняної війни | 1982 р.                                                                                                   | Мазепи Івана вул., 35 |                  | Рішення виконавчого комітету Київської міськради народних депутатів від 30.07.1984 № 693 |                |
| 381   | Монумент Вітчизни-матері | 1982 р.                                                                                                   | Мазепи Івана вул., 33 |                  | Рішення виконавчого комітету Київської міськради народних депутатів від 30.07.1984 № 693 |                |
| 382   | Скульптурна група «Зенитники» | 1982 р.                                                                                                   | Мазепи Івана вул., 33 |                  | Рішення виконавчого комітету Київської міськради народних депутатів від 30.07.1984 № 693 |                |
| 383   | Скульптурна група «Форсування Дніпра» | 1982 р.                                                                                                   | Мазепи Івана вул., 33 |                  | Рішення виконавчого комітету Київської міськради народних депутатів від 30.07.1984 № 693 |                |
| 384   | Площадка військової техніки | 1982 р.                                                                                                   | Мазепи Івана вул., 33 |                  | Рішення виконавчого комітету Київської міськради народних депутатів від 30.07.1984 № 693 |                |
| 385   | Алея «Міст-героїв» | 1982 р.                                                                                                   | Мазепи Івана вул., 33 |                  | Рішення виконавчого комітету Київської міськради народних депутатів від 30.07.1984 № 693 |                |
| 386   | Галерея скульптурних композицій на честь героїв фронту і тилу | 1982 р.                                                                                                   | Мазепи Івана вул., 33 |                  | Рішення виконавчого комітету Київської міськради народних депутатів від 30.07.1984 № 693 |                |
| 387   | Чаша «Вогонь Слави» | 1982 р.                                                                                                   | Мазепи Івана вул., 33 |                  | Рішення виконавчого комітету Київської міськради народних депутатів від 30.07.1984 № 693 |                |
|       | Київська фортеця | | |                  | |                |
| 388   | Гауптвахта | 1898 р.                                                                                                   | Мазепи Івана вул., 44 | № 459-Кв         | Наказ Міністерства культури і туризму України від 15.04.2008 № 424/1/16-08 |                |
| 389   | Пам'ятник воїнам, загиблим у роки Великої Вітчизняної Війни | 2001 р.                                                                                                   | Мазепи Івана вул., 44 |                  | Наказ Головного управління охорони культурної спадщини від 25.09.2006 № 53 |                |
| 390   | Брама Московська верхня | 1765 р.                                                                                                   | Мазепи Івана вул., 46 | № 867/3          | Постанова Ради Міністрів УРСР від 24.08.1963 № 970 |                |
| 391   | Льох пороховий в Олексіївському бастіоні | 1755−1783 рр.                                                                                             | Мазепи Івана вул., 46 | № 182            | Рішення виконавчого комітету Київської міськради народних депутатів від 21.01.1986 № 49, Постанова Ради Міністрів УРСР від 06.09.1979 № 442                                                                              |                |
| 392   | Особняк головнокомандуючого київського військового округу А. А. Гречка, у якому проживали відомі військові діячі | 1946 р.                                                                                                   | Мазепи Івана вул., 44 (Запечерний пров., 2)                                                                                    | № 509-Кв         | Наказ Міністерства культури і туризму України від 24.09.2008 № 1001/0/16-08 |                |
| 393   | Будинок, у якому у 1960—1980 рр. мешкав Л. В. Громашевський, епідеміолог, академік | 1960 р.                                                                                                   | Мар'яненка провулок, 11/12 |                  | Рішення виконавчого комітету Київської міськради народних депутатів від 17.11.1987 № 1112 |                |
| 394   | Могила А. В. Іванова | 1927 р.                                                                                                   | Маріїнський парк |                  | Рішення виконавчого комітету Київської міськради народних депутатів від 30.07.1984 № 693 |                |
| 395   | Пам'ятник на братській могилі учасників Січневого повстання 1918 року | 1967 р.                                                                                                   | Маріїнський парк |                  | Рішення виконавчого комітету Київської міськради народних депутатів від 27.01.1970 № 159 |                |
| 396   | Пам'ятник на братській могилі учасників Жовтневого збройного повстання 1917 року | 1927 р., 1949 р. (відновлення)                                                                            | Маріїнський парк |                  | Рішення виконавчого комітету Київської міськради народних депутатів від 27.01.1970 № 159 |                |
|       | Комплекс Київського водогіну | | № 442 |                  | |                |
| 397   | Фонтан | 1898–1900 рр.                                                                                             | Маріїнський парк, Грушевського вул.                                                                                            | № 442/7          | Наказ Міністерства культури і туризму України від 15.04.2008 № 424/1/16-08 |                |
| 398   | Будинок, де містився Печерський комітет РСДРП(б) | кін. XIX ст.                                                                                              | Мечникова вул., 5 |                  | Рішення виконавчого комітету Київської міськради народних депутатів від 27.01.1970 № 159 |                |
| 399   | Гуртожиток | 1950–1958 рр.                                                                                             | Мечникова вул., 12 |                  | Наказ Головного управління охорони культурної спадщини від 10.06.2011 № 10/34-11 |                |
| 400   | Гуртожиток | 1950–1958 рр.                                                                                             | Мечникова вул., 14/1 | № 460-Кв         | Наказ Міністерства культури і туризму України від 15.04.2008 № 424/1/16-08 |                |
| 401   | Будинок прибутковий | 1914 р.                                                                                                   | Мирного Панаса вул., 7 | № 461-Кв         | Наказ Міністерства культури і туризму України від 15.04.2008 № 424/1/16-08 |                |
| 402   | Історичне місце, де знаходився будинок, у якому у 1822—1825 рр. проходили з'їзди Південного товариства декабристів | | Мирного Панаса вул., 20/8-10                                                                                                   |                  | Рішення виконавчого комітету Київської міськради народних депутатів від 21.08.1975 № 840 |                |
| 403   | Пам'ятник Т. Г. Шевченку | 1964 р.                                                                                                   | Мирного Панаса вул., 24 | № 0/0            | Наказ Головного управління охорони культурної спадщини від 25.09.2006 № 53 |                |
| 404   | Завод «Арсенал» | XVIII–ХХ ст.                                                                                              | Московська вул., 2-10 |                  | Наказ Головного управління охорони культурної спадщини від 25.06.2011 № 10/38-11 |                |
| 405   | Казарма жандармського полку | 1912–1914 рр.                                                                                             | Московська вул., 8 | № 867/18         | Постанова Ради Міністрів УРСР від 06.09.1979 № 442 |                |
| 406   | Будинок Київського місцевого правління російського товариства Червоного Хреста | 1904 р.                                                                                                   | Московська вул., 1/2 |                  | Наказ Головного управління охорони культурної спадщини від 25.09.2006 № 53 |                |
| 407   | Майстерні виробничі заводу «Арсенал», робітники якого брали участь у військових повстаннях 1917, 1918 рр. | 1850–1854 рр.                                                                                             | Московська вул., 2 | № 867/16         | Постанова Ради Міністрів УРСР від 06.09.1979 № 442 — архітектури, Рішення виконавчого комітету Київської міськради народних депутатів від 27.01.1970 № 159 — історія                                                     |                |
| 408   | Пам'ятник робітникам «Арсеналу», загиблим в роки Великої Вітчизняної війни | 1965 р.                                                                                                   | Московська вул., 2 |                  | Рішення виконавчого комітету Київської міськради народних депутатів від 27.01.1970 № 159 |                |
| 409   | Пам'ятник В. І. Леніну | 1960 р.                                                                                                   | Московська вул., 2 |                  | Рішення виконавчого комітету Київської міськради народних депутатів від 27.01.1970 № 159 |                |
| 410   | Будинок культури заводу «Арсенал» | сер. XIX ст., 1940-ві рр. (перебудова)                                                                    | Московська вул., 3 | № 464-Кв         | Наказ Міністерства культури і туризму України від 15.04.2008 № 424/1/16-08 |                |
| 411   | Будинок, у якому у 1914 р. мешкали: П. Нестеров, авіатор; Б. П. Жаданівський, учасник революції 1905 року | 1899 р.                                                                                                   | Московська вул., 5 |                  | Рішення виконавчого комітету Київської міськради народних депутатів від 27.01.1970 № 159 |                |
|       | Садиба міська: Московська вул., 5 | кін. XIX ст. — 1950-ті рр.                                                                                | Московська вул., 5 |                  | |                |
| 412   | Флігель житловий | поч. XX ст.                                                                                               | Московська вул., 5/2-б |                  | Наказ Управління охорони пам'яток історії, культури та історичного середовища від 30.12.2002 № 213 |                |
| 413   | Будинок житловий працівників метробуду | 1950-ті рр.                                                                                               | Московська вул., 5/2 |                  | Наказ Управління охорони пам'яток історії, культури та історичного середовища від 30.12.2002 № 213 |                |
|       | Київська фортеця | | |                  | |                |
| 414   | Башта № 6 | 1846–1851 рр.; 1967—1969 рр. (надбудова)                                                                  | Московська вул., 8 | № 867/17         | Постанова Ради Міністрів УРСР від 06.09.1979 № 442 |                |
|       | Завод «Арсенал» | | |                  | |                |
| 415   | Будинок житловий | поч. XX ст.                                                                                               | Московська вул., 15 |                  | Наказ Головного управління охорони культурної спадщини від 25.09.2006 № 53 |                |
| 416   | Будинок меморіальний Б. П. Жаданівського | невідома                                                                                                  | Московська вул., 22 |                  | Рішення виконавчого комітету Київської міськради народних депутатів від 27.01.1970 № 159, знесений |                |
|       | Садиба міська: Московська вул., 29 | XIX–ХХ ст.                                                                                                | Московська вул., 29 | № 462-Кв         | Наказ Міністерства культури і туризму України від 15.04.2008 № 424/1/16-08 |                |
| 417   | Будинок прибутковий | 1902–1903 р.; 1950-ті рр.                                                                                 | Московська вул., 29 | № 462/1          | Наказ Міністерства культури і туризму України від 15.04.2008 № 424/1/16-08 |                |
| 418   | Флігель | 1892; 1902 р.                                                                                             | Московська вул., 29-б | № 462/3          | Наказ Міністерства культури і туризму України від 15.04.2008 № 424/1/16-08 |                |
| 419   | Будинок прибутковий | 1910-ті рр.                                                                                               | Московська вул., 29-а | № 462/2          | Наказ Міністерства культури і туризму України від 15.04.2008 № 424/1/16-08 |                |
| 420   | Будинок прибутковий Києво-Печерської Лаври, у якому проживали Д. П. Меньшов, Н. Д. Полонська-Василенко; збудований на місці т. зв. «Зеленого готелю» | 1897 р.                                                                                                   | Московська вул. 30 |                  | Рішення виконавчого комітету Київської міськради народних депутатів від 21.08.1975 № 840 |                |
| 421   | Будинок меморіальний РСДРП | 1905 р.                                                                                                   | Московська вул., 31 |                  | Рішення виконавчого комітету Київської міськради народних депутатів від 22.02.1971 № 301, знесений |                |
|       | Комплекс Свято-Введенської релігійної громади та монастиря: Московська вул., 38-42 | XIX–XX ст.                                                                                                | Московська вул., 38-42/2 | № 463            | Наказ Міністерства культури і туризму України від 15.04.2008 № 424/1/16-08 |                |
| 422   | Будинок прибутковий Свято-Введенського жіночого монастиря | 1914 р.                                                                                                   | Московська вул., 38 |                  | Наказ Головного управління охорони культурної спадщини від 25.09.2006 № 53 |                |
| 423   | Будинок житловий | 1820-ті рр.                                                                                               | Московська вул., 40 | 12               | Постанова Ради Міністрів від 24.08.1963 № 970, знесений |                |
| 424   | Будинок ігумені з канцелярією | 1882 р.                                                                                                   | Московська вул., 40-а | № 463/1          | Наказ Міністерства культури і туризму України від 15.04.2008 № 424/1/16-08 |                |
| 425   | Корпус житловий | 1890 р.                                                                                                   | Московська вул., 40-в | № 463/2          | Наказ Міністерства культури і туризму України від 15.04.2008 № 424/1/16-08 |                |
| 426   | Будинок Введенської громади | 1-ша пол. XIX ст.                                                                                         | Московська вул., 42/2 | № 868            | Постанова Ради Міністрів УРСР від 06.09.1979 № 442 |                |
| 427   | Стіна з залишками дзвіниці | 1882 р.                                                                                                   | Московська вул., 42/2 | № 463/3          | Наказ Міністерства культури і туризму України від 15.04.2008 № 424/1/16-08 |                |
|       | Київська фортеця | | |                  | |                |
| 428   | Казарми військових кантоністів | 1835–1839 рр.                                                                                             | Московська вул., 45 | № 867/19         | Постанова Ради Міністрів УРСР від 06.09.1979 № 442 |                |
| 429   | Церква військових кантоністів | 1839 р.                                                                                                   | Московська вул., 45 |                  | Наказ Управління охорони пам'яток історії, культури та історичного середовища від 29.12.1998 № 69 |                |
|       | Садиба міська: Музейний пров., 2 | XIX–ХХ ст.                                                                                                | Музейний пров., 2 | № 467-Кв         | Наказ Міністерства культури і туризму України від 15.04.2008 № 424/1/16-08 |                |
| 430   | Будинок прибутковий | 1896-1897 рр., 1938 р. (надбудова), 2002 р. (реконструкція)                                               | Музейний пров., 2-а | № 467/1          | Наказ Міністерства культури і туризму України від 15.04.2008 № 424/1/16-08 |                |
| 431   | Флігель житловий | 1897 р.                                                                                                   | Музейний пров., 2-д | 467/4            | Наказ Міністерства культури і туризму України від 15.04.2008 № 424/1/16-08 |                |
| 432   | Будинок прибутковий | 1895-1896 р., 1900 р. (надбудова), 1999—2002 рр. (реконструкція)                                          | Музейний пров., 2-б | № 467/2          | Наказ Міністерства культури і туризму України від 15.04.2008 № 424/1/16-08 |                |
| 433   | Флігель житловий | 1895 р., 1900 р. (надбудова), 2002 р. (реконструкція)                                                     | Музейний пров., 2-в | № 467/3          | Наказ Міністерства культури і туризму України від 15.04.2008 № 424/1/16-08 |                |
| 434   | Будинок прибутковий | 1909 р.                                                                                                   | Музейний пров., 4 | № 43             | Рішення виконавчого комітету Київської міськради народних депутатів від 22.11.1982 № 1804 |                |
| 435   | Будинок прибутковий | 1910-ті рр.                                                                                               | Музейний пров., 6 | № 465-Кв         | Наказ Міністерства культури і туризму України від 15.04.2008 № 424/1/16-08 |                |
| 436   | Флігель житловий садиби Самсона Стрельбицького | 1911 р.                                                                                                   | Музейний пров., 8-б | № 466-Кв         | Наказ Міністерства культури і туризму України від 15.04.2008 № 424/1/16-08 |                |
| 437   | Пам'ятник М. І. Глінці, композитору | 1904 р.                                                                                                   | Міський сад |                  | Рішення виконавчого комітету Київської міськради народних депутатів від 27.01.1970 № 159 |                |
| 438   | Пам'ятник Лесі Українці, поетесі | 1965 р.                                                                                                   | Міський сад |                  | Рішення виконавчого комітету Київської міськради народних депутатів від 27.01.1970 № 159 |                |
| 439   | Фонтан Київського водогону | 1898–1900 рр.                                                                                             | Міський парк | № 442/8          | Наказ Міністерства культури і туризму України від 15.04.2008 № 424/1/16-08 |                |
| 440   | Звіринецькі печери з настінними написами | ХІ–ХІІІ ст.                                                                                               | Мічуріна вул., 18-22 | № 260034         | Постанова Кабінету Міністрів України від 03.09.2009 № 928 |                |
| 441   | Міст ім. Є. О. Патона | 1953 р.                                                                                                   | Набережна Дніпра | № 530-Кв         | Наказ Міністерства культури і туризму України від 07.11.2008 № 1285/0/16-08 |                |
|       | Комплекс споруд Станція метрополітену «Дніпро» — міст Метро | 1960-ті рр.                                                                                               | Набережна Дніпра | № 529-Кв         | Наказ Міністерства культури і туризму України від 07.11.2008 № 1285/0/16-08 |                |
| 442   | Міст Метро | 1960-ті рр.                                                                                               | Набережна Дніпра | № 529/2          | Наказ Міністерства культури і туризму України від 07.11.2008 № 1285/0/16-08 |                |
| 443   | Станція метрополітену «Дніпро» | 1960 р.                                                                                                   | Набережне шосе | № 529/1          | Наказ Міністерства культури і туризму України від 07.11.2008 № 1285/0/16-08 |                |
| 444   | Стіна нижня напівкругла | 1856 р.                                                                                                   | Набережне шосе | № 867/22         | Постанова Ради Міністрів УРСР від 06.09.1979 № 442 |                |
| 445   | Набережна Дніпра | 1936–1938 рр.                                                                                             | Набережне шосе |                  | Наказ Головного управління охорони культурної спадщини від 25.06.2011 № 10/38-11 |                |
|       | Комплекс Київського водогону | 1870-1890-ті рр.                                                                                          | Набережне шосе, 6-8 | № 442/-Кв        | Наказ Міністерства культури і туризму України від 27.08.2007 № 983/0/16-07 |                |
| 446   | Центральна дизель-моторна електростанція Київської міської залізниці | 1901–1903 (1904); 1907—1908 рр., 1948. (капітальний ремонт), 1955—1957 рр. (реконструкція)                | Набережне шосе, 2 | № 440/0          | Наказ Міністерства культури і туризму України від 27.08.2007 № 983/0/16-07 |                |
| 447   | Перша електрична станція Київської міської залізниці | 1892–1893 рр., 1910 рр.                                                                                   | Набережне шосе, 2-а | 441-Кв           | Наказ Міністерства культури і туризму України від 27.08.2007 № 983/0/16-07 |                |
| 448   | Будинок житловий нижньої машинної станції київського водогону | сер. XIX ст.; 1878 р.(перебудова)                                                                         | Набережне шосе, 4 |                  | Наказ Управління охорони пам'яток історії, культури та історичного середовища від 20.08.1999 № 61, Знесений |                |
| 449   | Монумент на честь надання м. Києву Магдебурзького права | 1802–1808 рр.                                                                                             | Набережне шосе, 8 | № 260035 № 31    | Постанова Кабінету Міністрів України від 03.09.2009 № 928, Постанова Ради Міністрів УРСР від 24.08.1963 № 970 |                |
| 450   | Пам'ятне місце з меморіальною дошкою на честь наведення першого понтонного мосту через Дніпро 10 листопада 1943 р. | 1943 р.                                                                                                   | Набережне шосе, 20 |                  | Рішення виконавчого комітету Київської міськради народних депутатів від 27.01.1970 № 159 |                |
| 451   | Пам'ятний знак на честь мостових залізничних батальйонів № 2 | 1943 р.; встановлено у 1975 р.                                                                            | Набережно-Печерська дорога, 20                                                                                                 |                  | Рішення виконавчого комітету Київської міськради народних депутатів від 04.08.1980 № 1102 |                |
| 452   | Пам'ятне місце наведення низьководного залізничного мосту через Дніпро | 1943 р.                                                                                                   | Набережно-Печерська дорога, 26                                                                                                 |                  | Наказ Головного управління охорони культурної спадщини від 25.09.2006 № 53 |                |
| 453   | Пам'ятник В. М. Примакову, радянському воєначальнику | 1970 р.                                                                                                   | Наводницький парк |                  | Рішення виконавчого комітету Київської міськради народних депутатів від 21.08.1975 № 840 |                |
| 454   | Пам'ятний знак на відзнаку заснування м. Києва (Човен) | 1982 р.                                                                                                   | Наводницький парк |                  | Постанова Кабінету Міністрів України від 27.11.2001 № 1761. Рішення виконавчого комітету Київської міськради народних депутатів від 30.07.1984 № 693                                                                     |                |
|       | Садиба міська, у якій містився 168-й Миргородський полк | 1890-ті рр.                                                                                               | Немировича-Данченка вул., 2 |                  | Наказ Головного управління охорони культурної спадщини від 25.09.2006 № 53 |                |
| 455   | Будинок житловий | 1890-ті рр.                                                                                               | Немировича-Данченка вул., 2 |                  | Наказ Головного управління охорони культурної спадщини від 25.09.2006 № 53 |                |
| 456   | Будинок житловий | 1890-ті рр.                                                                                               | Немировича-Данченка вул., 2 |                  | Наказ Головного управління охорони культурної спадщини від 25.09.2006 № 53 |                |
| 457   | Службове приміщення № 1 | 1890-ті рр.                                                                                               | Немировича-Данченка вул., 2 |                  | Наказ Головного управління охорони культурної спадщини від 25.09.2006 № 53 |                |
| 458   | Службове приміщення № 2 | 1890-ті рр.                                                                                               | Немировича-Данченка вул., 2 |                  | Наказ Головного управління охорони культурної спадщини від 25.09.2006 № 53 |                |
| 459   | Особняк Ковалевського | 1912–1913 рр.                                                                                             | Орлика Пилипа вул., 1/15 | № 908            | Постанова Ради Міністрів УРСР від 06.09.1979 № 442 |                |
| 460   | Особняк | 1911 р.                                                                                                   | Орлика Пилипа вул., 3 | № 179            | Рішення виконавчого комітету Київської міськради народних депутатів від 21.01.1986 № 49 |                |
| 461   | Будинок прибутковий | 1909 р.                                                                                                   | Орлика Пилипа вул., 4 | № 180            | Рішення виконавчого комітету Київської міськради народних депутатів від 21.01.1986 № 49 |                |
| 462   | Палац Кловський | 1752–1756 рр.; 1863, 1910, 1930, 1973—1974 рр. (перебудови)                                               | Орлика Пилипа вул., 8 | № 909/0          | Постанова Ради Міністрів УРСР від 06.09.1979 № 442 |                |
| 463   | Школа середня | 1936 р.; 1963 р.; 1970 р.; 1986 рр.(прибудови)                                                            | Орлика Пилипа вул., 13 | № 468-Кв         | Наказ Міністерства культури і туризму України від 15.04.2008 № 424/1/16-08 |                |
| 464   | Церква Миколи на Аскольдовій могилі (ротонда) | 1809 р.; 1936—1937 рр. (реконструкція)                                                                    | Паркова дорога | № 256            | Рішення виконавчого комітету Київської міськради народних депутатів від 18.11.1986 № 1107 |                |
| 465   | Історична місцевість-парк Аскольдова могила, де у 882 р. на місці загибелі було поховано князя Аскольда; у 1786—1934 рр. містився загальноміський некрополь, який включав поховання багатьох відомих осіб                                                                         | ІХ–ХХ ст.                                                                                                 | Паркова дорога | № 260036         | Постанова Кабінету Міністрів України від 03.09.2009 № 928 |                |
| 466   | Пам'ятник Андрію Первозванному | 2000 р.                                                                                                   | Паркова дорога |                  | Наказ Міністерства культури і туризму України від 24.09.2008 № 1001/0/16-08 |                |
| 467   | Пам'ятне місце перепоховання вояків студентського куреня, загиблих під ст. Крути | 1918 р.                                                                                                   | Паркова дорога |                  | Наказ Головного управління охорони культурної спадщини від 25.09.2006 № 53 |                |
| 468   | Пам'ятний знак проходженню угорських племен | 1997 р.                                                                                                   | Паркова дорога |                  | Наказ Головного управління охорони культурної спадщини від 25.09.2006 № 53 |                |
|       | Київська фортеця | | |                  | |                |
| 469   | Стіна верхня напівкругла підпірна | 1853–1855 рр.                                                                                             | Паркова дорога, 2 | № 867/21         | Постанова Ради Міністрів УРСР від 06.09.1979 № 442 |                |
| 470   | Лікарня Товариства лікувальних закладів для хронічно хворих дітей | 1903–1910 рр.                                                                                             | Паркова дорога, 3-5, 7 | № 370            | Розпорядження Київської міської державної адміністрації від 14.08.1998 № 1678 |                |
| 471   | Корпус № 1, де працював К. Г. Тритшель, терапевт, професор, головний лікар лікарні | 1903–1904 рр.                                                                                             | Паркова дорога, 3-5 | № 370/1          | Розпорядження Київської міської державної адміністрації від 14.08.1998 № 1678 |                |
| 472   | Корпус № 2 | 1910 р.                                                                                                   | Паркова дорога, 7 | № 370/2          | Розпорядження Київської міської державної адміністрації від 14.08.1998 № 1678 |                |
| 473   | Пам'ятник Андрію Первозванному | 2000 р.                                                                                                   | Перетин Паркової дороги та Дніпровського узвозу                                                                                |                  | Наказ Головного управління охорони культурної спадщини від 25.09.2006 № 53 |                |
| 474   | Міст пішохідний («Чортов міст») | 1910 р.                                                                                                   | Петрівська алея | № 178            | Рішення виконавчого комітету Київської міськради народних депутатів від 21.01.1986 № 49 |                |
|       | Київська фортеця | | |                  | |                |
| 475   | Башта № 5 | 1833–1846 рр.                                                                                             | Печерський узвіз 16 | № 867/23         | Постанова Ради Міністрів УРСР від 06.09.1979 № 442 |                |
| 476   | Училище міське ім. М. В. Гоголя | 1903–1904 рр.                                                                                             | Предславинська вул. 30-а | № 469-Кв         | Наказ Міністерства культури і туризму України від 15.04.2008 № 424/1/16-08 |                |
| 477   | Будинок житловий | | Підвисоцького Професора вул., 15/10                                                                                            | № 531-Кв         | Наказ Міністерства культури і туризму України від 07.11.2008 № 1285/0/16-08 |                |
|       | Комплекс Введенської громади | | |                  | |                |
| 478   | Флігель Введенської громади (корпус № 2), флігель для приїжджих (готель) | 1887 р., 1961 р. (надбудова)                                                                              | Рибальська вул., 2 корп.2 | № 463/5          | Наказ Міністерства культури і туризму України від 15.04.2008 № 424/1/16-08 |                |
| 479   | Флігель Введенської громади (корпус № 1). Келії з трапезною | 1880 р.                                                                                                   | Рибальська вул., 2 корп.1 | № 463/4          | Наказ Міністерства культури і туризму України від 15.04.2008 № 424/1/16-08 |                |
| 480   | Будинок, у якому у 1896—1901 рр. розміщувалось Київське літературно артистичне товариство (КЛАТ), членами якого були видатні культурно-мистецькі діячі | 1881; 1910 рр.; 1953—1954 рр.                                                                             | Рогнідинська вул., 1/13 |                  | Рішення виконавчого комітету Київської міськради народних депутатів від 03.02.1992 № 86 |                |
| 481   | Будинок прибутковий | 1911 р.                                                                                                   | Рогнідинська вул., 2/15 | № 236            | Рішення виконавчого комітету Київської міськради народних депутатів від 18.11.1986 № 1107 |                |
| 482   | Пам'ятник Шолом-Алейхему, єврейському письменнику | 1997 р.                                                                                                   | Рогнідинська вул., 3 |                  | Наказ Головного управління охорони культурної спадщини від 25.09.2006 № 53 |                |
| 483   | Будинок прибутковий | 1903 р.                                                                                                   | Руставелі Шота вул., 4 | № 470-Кв         | Наказ Міністерства культури і туризму України від 15.04.2008 № 424/1/16-08 |                |
| 484   | Будинок прибутковий | 1902–1904 рр.                                                                                             | Руставелі Шота вул., 9 | № 139/0          | Рішення виконавчого комітету Київської міськради народних депутатів від 21.01.1986 № 49 |                |
| 485   | Будинок прибутковий | 1900 р.                                                                                                   | Руставелі Шота вул., 12 | № 471-Кв         | Наказ Міністерства культури і туризму України від 15.04.2008 № 424/1/16-08 |                |
| 486   | Синагога хоральна | 1897–1898 рр.                                                                                             | Руставелі Шота вул., 13 | № 140            | Рішення виконавчого комітету Київської міськради народних депутатів від 21.01.1986 № 49 |                |
|       | Садиба міська: Руставелі Шота, 20 | 1910–1911 рр., 1950-ті рр.                                                                                | Руставелі Шота вул., 20 | № 472-Кв         | Наказ Міністерства культури і туризму України від 15.04.2008 № 424/1/16-08 |                |
| 487   | Будинок прибутковий | 1910−1911 рр.; 1950-ті рр.                                                                                | Руставелі Шота вул., 20 | № 472/1          | Наказ Міністерства культури і туризму України від 15.04.2008 № 424/1/16-08 |                |
| 488   | Флігель | 1910–1911 рр., 1950-ті рр.                                                                                | Руставелі Шота вул., 20-б | № 472/2          | Наказ Міністерства культури і туризму України від 15.04.2008 № 424/1/16-08 |                |
| 489   | Флігель | 1910–1911 рр.,                                                                                            | Руставелі Шота вул., 20-в | № 472/3          | Наказ Міністерства культури і туризму України від 15.04.2008 № 424/1/16-08 |                |
|       | Садиба міська: Руставелі Шота вул., 22 | 1895–1899 рр.                                                                                             | Руставелі Шота вул., 22 | № 473-Кв         | Наказ Міністерства культури і туризму України від 15.04.2008 № 424/1/16-08 |                |
| 490   | Будинок прибутковий | 1896 р.                                                                                                   | Руставелі Шота вул., 22-а | № 473/1          | Наказ Міністерства культури і туризму України від 15.04.2008 № 424/1/16-08 |                |
| 491   | Флігель | 1897 р.                                                                                                   | Руставелі Шота вул., 22-б | № 473/2          | Наказ Міністерства культури і туризму України від 15.04.2008 № 424/1/16-08 |                |
| 492   | Будинок прибутковий | 1911–1912 рр.                                                                                             | Руставелі Шота вул., 23 | № 504-Кв         | Наказ Міністерства культури і туризму України від 15.04.2008 № 424/1/16-08 |                |
| 493   | Будинок, у якому у 1959—1979 рр. жив О. З. Міньківський, народний артист, педагог, художній керівник і головний диригент капели бандуристів | 1950-ті рр.                                                                                               | Руставелі Шота вул., 26 |                  | Рішення виконавчого комітету Київської міськради народних депутатів від 30.07.1984 № 693 |                |
| 494   | Будинок прибутковий | 1912–1913, 1950-ті рр. (надбудова)                                                                        | Руставелі Шота вул., 27 | № 474/1          | Наказ Міністерства культури і туризму України від 15.04.2008 № 424/1/16-08 |                |
| 495   | Флігель | 1912–1913 рр.                                                                                             | Руставелі Шота вул., 27-б | № 474/2          | Наказ Міністерства культури і туризму України від 15.04.2008 № 424/1/16-08 |                |
|       | Садиба міська: Руставелі Шота вул., 27 | 1912–1913 рр.                                                                                             | Руставелі Шота вул., 27 | № 474-Кв         | Наказ Міністерства культури і туризму України від 15.04.2008 № 424/1/16-08 |                |
| 496   | Будинок прибутковий | 1907–1908 рр.                                                                                             | Руставелі Шота вул., 29 | № 474/3          | Наказ Міністерства культури і туризму України від 15.04.2008 № 424/1/16-08 |                |
| 497   | Флігель садиби | 1907–1908 рр.                                                                                             | Руставелі Шота вул., 29-б |                  | Наказ Головного управління охорони культурної спадщини від 25.09.2006 № 53 |                |
| 498   | Будинок прибутковий | 1902–1903 рр.                                                                                             | Руставелі Шота вул., 30-а | № 141            | Рішення виконавчого комітету Київської міськради народних депутатів від 21.01.1986 № 49 |                |
| 499   | Флігель | 1902–1903 рр.                                                                                             | Руставелі Шота вул., 30-б |                  | Наказ Головного управління охорони культурної спадщини від 25.09.2006 № 53 |                |
|       | Садиба міська | 1895–1896 рр.                                                                                             | Руставелі Шота вул., 31 | № 475-Кв         | Наказ Міністерства культури і туризму України від 15.04.2008 № 424/1/16-08 |                |
| 500   | Флігель | 1895–1896 рр.                                                                                             | Руставелі Шота вул., 31-г | № 475/3          | Наказ Міністерства культури і туризму України від 15.04.2008 № 424/1/16-08 |                |
| 501   | Флігель житловий | 1899 р.                                                                                                   | Руставелі Шота вул., 31-б | № 475/2          | Наказ Міністерства культури і туризму України від 15.04.2008 № 424/1/16-08 |                |
| 502   | Будинок прибутковий | 1895–1896 рр.                                                                                             | Руставелі Шота вул., 31-а | № 475/1          | Наказ Міністерства культури і туризму України від 15.04.2008 № 424/1/16-08 |                |
| 503   | Будинок прибутковий | 1898–1899 рр.                                                                                             | Руставелі Шота вул., 32-а | № 505-Кв         | Наказ Міністерства культури і туризму України від 15.04.2008 № 424/1/16-08 |                |
| 504   | Будинок житловий, у якому проживав А. С. Ревуцький, журналіст, політичний діяч | кін. XIX — поч. XX ст.                                                                                    | Руставелі Шота вул., 34 |                  | Наказ Головного управління охорони культурної спадщини від 25.09.2006 № 53 |                |
| 505   | Будинок прибутковий | 1902–1904 рр.                                                                                             | Руставелі Шота вул., 36 | № 506-Кв         | Наказ Міністерства культури і туризму України від 15.04.2008 № 424/1/16-08 |                |
|       | Садиба міська: Руставелі Шота вул., 38 | поч. XX ст.                                                                                               | Руставелі Шота вул., 38 | № 476-Кв         | Наказ Міністерства культури і туризму України від 15.04.2008 № 424/1/16-08 |                |
| 506   | Будинок прибутковий | 1901 р., 2003—2004 рр. (надбудова мансарди)                                                               | Руставелі Шота вул., 38-а | № 476/1          | Наказ Міністерства культури і туризму України від 15.04.2008 № 424/1/16-08 |                |
| 507   | Флігель житловий | 1900–1901 рр.                                                                                             | Руставелі Шота вул., 38-б | № 476/2          | Наказ Міністерства культури і туризму України від 15.04.2008 № 424/1/16-08 |                |
| 508   | Будинок прибутковий | 1894–1895; 1898—1900 рр. (другий об'єм)                                                                   | Руставелі Шота вул., 40/10 | № 477-Кв         | Наказ Міністерства культури і туризму України від 15.04.2008 № 424/1/16-08 |                |
| 509   | Будинок прибутковий | 1909 р.                                                                                                   | Різницька вул., 9-а |                  | Наказ Головного управління охорони культурної спадщини від 25.09.2006 № 53 |                |
|       | Садиба міська | 1909–1977 рр.                                                                                             | Різницька вул., 9 |                  | Наказ Головного управління охорони культурної спадщини від 25.09.2006 № 53 |                |
| 510   | Будинок прибутковий, у якому мешкав Д. О. Драй-Хмара, поет | поч. XX ст., 1950-ті рр. (надбудова)                                                                      | Садова вул., 1/14 | № 478-Кв         | Наказ Міністерства культури і туризму України від 15.04.2008 № 424/1/16-08 |                |
| 511   | Будинок прибутковий, у якому проживав В. М. Челомей, відомий вчений у галузі механіки та процесів керування | 1906 р.                                                                                                   | Саксаганського вул. 2/34 | № 479-Кв         | Наказ Міністерства культури і туризму України від 15.04.2008 № 424/1/16-08 |                |
| 512   | Будинок прибутковий | кін. XIX ст.                                                                                              | Саксаганського вул., 5 |                  | Наказ Головного управління охорони культурної спадщини від 25.09.2006 № 53 |                |
| 513   | Будинок прибутковий | 1910 р.                                                                                                   | Саксаганського вул., 9 | № 480-Кв         | Наказ Міністерства культури і туризму України від 15.04.2008 № 424/1/16-08 |                |
| 514   | Будинок прибутковий | 1910–1913 рр.                                                                                             | Саксаганського вул., 12 | № 197            | Рішення виконавчого комітету Київської міськради народних депутатів від 21.01.1986 № 49 |                |
| 515   | Будинок прибутковий | 1890-ті рр.                                                                                               | Саксаганського вул., 13/42 | № 0/0            | Наказ Головного управління охорони культурної спадщини від 25.09.2006 № 53 |                |
|       | Садиба міська П. В. Голубовського: Саксаганського вул., 15 | 1898–1899 рр.                                                                                             | Саксаганського вул., 15 |                  | |                |
| 516   | Будинок прибутковий | 1898—1899 рр.                                                                                             | Саксаганського вул., 15 |                  | Наказ Головного управління охорони культурної спадщини від 25.09.2006 № 53 |                |
| 517   | Лисогірський форт Київської фортеці | 1871–1875 рр.                                                                                             | Саперно-Слобідська вул., 78 |                  | Рішення МКТ України від 21.10.2011 № 912/0/16-11 |                |
| 518   | Парк Слави | 1957 р.                                                                                                   | Слави пл. |                  | Рішення виконавчого комітету Київської міськради народних депутатів від 20.03.1972 № 363 |                |
| 519   | Алея Героїв (35 могил) | 1957 р.                                                                                                   | Слави парк | № 260044/1       | Постанова Кабінету Міністрів України від 03.09.2009 № 928 |                |
| 520   | Могила М. А. Громагіна, гвардії майора танкових військ | 1957 р.                                                                                                   | Слави парк | № 260044/15      | Постанова Кабінету Міністрів України від 03.09.2009 № 928 |                |
| 521   | Могила Д. І. Турбіна, генерал-лейтенанта авіації, Героя Радянського Союзу | 1957 р.                                                                                                   | Слави парк | № 260044/27      | Постанова Кабінету Міністрів України від 03.09.2009 № 928 |                |
| 522   | Могила А. Н. Витрука, гвардії генерал-майооа авіації, Героя Радянського Союзу, народного героя Югославії | 1957 р.                                                                                                   | Слави парк | № 260044/37      | Постанова Кабінету Міністрів України від 03.09.2009 № 928 |                |
| 523   | Могила В. В. Чернова, гвардії полковника | 1957 р.                                                                                                   | Слави парк | № 260044/14      | Постанова Кабінету Міністрів України від 03.09.2009 № 928 |                |
| 524   | Могила Ю. І. Фоміна, полковника | 1957 р.                                                                                                   | Слави парк | № 260044/11      | Постанова Кабінету Міністрів України від 03.09.2009 № 928 |                |
| 525   | Могила Л. В. Захарова, гвардії інженера-полковника | 1957 р.                                                                                                   | Слави парк | № 260044/10      | Постанова Кабінету Міністрів України від 03.09.2009 № 928 |                |
| 526   | Могила М. Ф. Малярова, гвардії полковника | 1957 р.                                                                                                   | Слави парк | № 260044/6       | Постанова Кабінету Міністрів України від 03.09.2009 № 928 |                |
| 527   | Культурний шар села Берестове | Х–ХІІІ ст.                                                                                                | Слави парк | № 260048/0       | Постанова Кабінету Міністрів України від 03.09.2009 № 928 |                |
| 528   | Могила Ю. В. Новикова, гвардії капітана | 1957 р.                                                                                                   | Слави парк | № 260044/7       | Постанова Кабінету Міністрів України від 03.09.2009 № 928 |                |
| 529   | Могила М. У. Мелюди, лейтенанта | 1957 р.                                                                                                   | Слави парк | № 260044/16      | Постанова Кабінету Міністрів України від 03.09.2009 № 928 |                |
| 530   | Меморіальний комплекс парку «Вічної Слави» | Відкрито 06.11.1957 р.                                                                                    | Слави пл. | № 260044/0       | Постанова Кабінету Міністрів України від 03.09.2009 № 928 |                |
| 531   | Могила Невідомого солдату з Вічним вогнем | 1957 р.                                                                                                   | Слави парк | № 260044/28      | Постанова Кабінету Міністрів України від 03.09.2009 № 928 |                |
| 532   | Могила М. П. Кирпоноса, генерал-полковника, Героя Радянського Союзу | 1957 р.                                                                                                   | Слави парк | № 260044/29      | Постанова Кабінету Міністрів України від 03.09.2009 № 928 |                |
| 533   | Могила А. В. Бабина, генерал-майора інженерних військ | 1957 р.                                                                                                   | Слави парк | № 260044/3       | Постанова Кабінету Міністрів України від 03.09.2009 № 928 |                |
| 534   | Могила С. Ф. Проценко, полковника, Героя Радянського Союзу | 1957 р.                                                                                                   | Слави парк | № 260044/31      | Постанова Кабінету Міністрів України від 03.09.2009 № 928 |                |
| 535   | Могила М. С. Мончака, гвардії майора, Героя Радянського Союзу | 1957 р.                                                                                                   | Слави парк | № 260044/33      | Постанова Кабінету Міністрів України від 03.09.2009 № 928 |                |
| 536   | Могила Ю. М. Должанського, гвардії старшого лейтенанта, Героя Радянського Союзу | 1957 р.                                                                                                   | Слави парк | № 260044/34      | Постанова Кабінету Міністрів України від 03.09.2009 № 928 |                |
| 537   | Могила Д. Н. Авдеєєва, гвардії капітана, Героя Радянського Союзу | 1957 р.                                                                                                   | Слави парк | № 260044/35      | Постанова Кабінету Міністрів України від 03.09.2009 № 928 |                |
| 538   | Могила Н. Н. Шолуденка, Героя Радянського Союзу | 1957 р.                                                                                                   | Слави парк | № 260044/30      | Постанова Кабінету Міністрів України від 03.09.2009 № 928 |                |
| 539   | Могила Н. И. Горінчашвілі, старшини, Героя Радянського Союзу | 1957 р.                                                                                                   | Слави парк | № 260044/32      | Постанова Кабінету Міністрів України від 03.09.2009 № 928 |                |
| 540   | Могила П. В. Луста, гвардії майора, Героя Радянського Союзу | 1957 р.                                                                                                   | Слави парк | № 260044/25      | Постанова Кабінету Міністрів України від 03.09.2009 № 928 |                |
| 541   | Могила І. Д. Леонова, гвардії майора, Героя Радянського Союзу | 1957 р.                                                                                                   | Слави парк | № 260044/23      | Постанова Кабінету Міністрів України від 03.09.2009 № 928 |                |
| 542   | Могила С. А. Малигіна, полковника, Героя Радянського Союзу | 1957 р.                                                                                                   | Слави парк | № 260044/21      | Постанова Кабінету Міністрів України від 03.09.2009 № 928 |                |
| 543   | Могила С. Ф. Склярова, генерал-майора | 1957 р.                                                                                                   | Слави парк | № 260044/13      | Постанова Кабінету Міністрів України від 03.09.2009 № 928 |                |
| 544   | Могила Н. Г. Чернишова, генерал-майора | 1957 р.                                                                                                   | Слави парк | № 260044/5       | Постанова Кабінету Міністрів України від 03.09.2009 № 928 |                |
| 545   | Могила А. П. Пилипенко, генерал-майора | 1957 р.                                                                                                   | Слави парк | № 260044/36      | Постанова Кабінету Міністрів України від 03.09.2009 № 928 |                |
| 546   | Могила І. Г. Єлисеєва, полковника | 1957 р.                                                                                                   | Слави парк | № 260044/26      | Постанова Кабінету Міністрів України від 03.09.2009 № 928 |                |
| 547   | Могила В. І. Тупікова, генерал-майора | 1957 р.                                                                                                   | Слави парк | № 260044/4       | Постанова Кабінету Міністрів України від 03.09.2009 № 928 |                |
| 548   | Могила А. А. Жукова, комісара державної безпеки | 1957 р.                                                                                                   | Слави парк | № 260044/19      | Постанова Кабінету Міністрів України від 03.09.2009 № 928 |                |
| 549   | Могила І. Ф. Ромашенко, полковника | 1957 р.                                                                                                   | Слави парк | № 260044/20      | Постанова Кабінету Міністрів України від 03.09.2009 № 928 |                |
| 550   | Могила І. В. Зубарєва, полковника | 1957 р.                                                                                                   | Слави парк | № 260044/17      | Постанова Кабінету Міністрів України від 03.09.2009 № 928 |                |
| 551   | Могила І. І. Колотушкіна, гвардії полковника | 1957 р.                                                                                                   | Слави парк | № 260044/24      | Постанова Кабінету Міністрів України від 03.09.2009 № 928 |                |
| 552   | Могила В. М. Сербіна, генерал-майора | 1957 р.                                                                                                   | Слави парк | № 260044/9       | Постанова Кабінету Міністрів України від 03.09.2009 № 928 |                |
| 553   | Могила Н. С. Ситникова, полковника | 1957 р.                                                                                                   | Слави парк | № 260044/12      | Постанова Кабінету Міністрів України від 03.09.2009 № 928 |                |
| 554   | Могила М. І. Лавриненка, гвардії генерал-майора танкових військ | 1957 р.                                                                                                   | Слави парк | № 260044/22      | Постанова Кабінету Міністрів України від 03.09.2009 № 928 |                |
| 555   | Могила С. М. Фрідмана, підполковника | 1957 р.                                                                                                   | Слави парк | № 260044/18      | Постанова Кабінету Міністрів України від 03.09.2009 № 928 |                |
| 556   | Могила М. П. Ламакіна, гвардії молодшого лейтенанта | 1957 р.                                                                                                   | Слави парк | № 260044/8       | Постанова Кабінету Міністрів України від 03.09.2009 № 928 |                |
| 557   | Монумент | 1957 р.                                                                                                   | Слави пл. | № 260044/2       | Постанова Кабінету Міністрів України від 03.09.2009 № 928 |                |
| 558   | Будинок, у якому у 1977—1983 рр. мешкав А. Д. Філіпенко, композитор, народний артист | 1908–1909 рр.                                                                                             | Станіславського вул., 3/12 | № 634-Кв         | Наказ Міністерства культури і туризму України від 15.09.2010 № 706/0/16-10 |                |
|       | Київська фортеця | | |                  | |                |
| 559   | Башта № 4 і стіни | 1833–1839 рр.                                                                                             | Старонаводницька вул., 2 | № 867/20         | Постанова Ради Міністрів УРСР від 06.09.1979 № 442 |                |
| 560   | Пам'ятник А. В. Іванову | 1975 р.                                                                                                   | Суворова вул. |                  | Рішення виконавчого комітету Київської міськради народних депутатів від 04.08.1980 № 1102 |                |
| 561   | Віковий дуб (160-річний) | | Суворова вул. |                  | Рішення виконавчого комітету Київської міськради народних депутатів від 20.03.1972 № 363 |                |
| 562   | Пам'ятник О. С. Пушкіну | 1899 р.                                                                                                   | Суворова вул., 1/20 | № 0/0            | Рішення виконавчого комітету Київської міськради народних депутатів від 04.08.1980 № 1102 |                |
| 563   | Будинок іподрому | 1915–1916 рр.                                                                                             | Суворова вул., 9 | № 54             | Рішення виконавчого комітету Київської міськради народних депутатів від 22.11.1982 № 1804 |                |
| 564   | Будинок прибутковий | 1912 рр.                                                                                                  | Суворова вул., 14/12 | № 258            | Рішення виконавчого комітету Київської міськради народних депутатів від 18.11.1986 № 1107 |                |
| 565   | Будинок, у якому проживав Д. О. Луценко, поет, заслужений діяч мистецтв УРСР | 1973 р.                                                                                                   | Суворова вул., 19-а |                  | Наказ Головного управління охорони культурної спадщини від 25.09.2006 № 53 |                |
| 566   | Будинок безкоштовної лікарні І. Б. та В. В. Бабушкіних | 1912−1913 рр., 2000-ні рр. (надбудова)                                                                    | Тверська вул., 7 | № 482-Кв         | Наказ Міністерства культури і туризму України від 15.04.2008 № 424/1/16-08 |                |
| 567   | Звіринецьке укріплення Київської фортеці | 1810 р.                                                                                                   | Тимірязєвська вул., 1 | № 674-Кв         | Наказ Міністерства культури України від 21.10.2011 № 912/0/16-11 |                |
| 568   | Центральний республіканський ботанічний сад АН УРСР (Національний ботанічний сад АН України ім. М. Гришка) | 1936, 1944—1945 рр.                                                                                       | Тимірязєвська вул., 1 | № 0/0            | Постанова колегії Держкомприроди УРСР від 26.07.1972 № 22 |                |
|       | Свято-Троїцький (Іонівський) монастир | 2-га пол. XIX — поч. ХХ ст.                                                                               | Тимірязєвська вул., 1 |                  | Наказ Головного управління охорони культурної спадщини від 25.09.2006 № 53 |                |
| 569   | Церква Троїцька (Іонівська) Свято-Троїцького монастиря | 1871–1872 рр.; 1897—1900 рр. (прибудова); 1902—1909 (розпис інтер'єрів)                                   | Тимірязєвська вул. 1 | № 869            | Постанова Ради Міністрів УРСР від 06.09.1979 № 442 |                |
| 570   | Храм-пам'ятник на Братському кладовищі | 1916–1917 рр.                                                                                             | Тимірязєвська вул., 2 | № 483-Кв         | Наказ Міністерства культури і туризму України від 15.04.2008 № 424/1/16-08 |                |
| 571   | Пам'ятник В. Василевській, письменниці | 1988 р.                                                                                                   | Тимірязєвська вул., 36 |                  | Наказ Головного управління охорони культурної спадщини від 25.09.2006 № 53 |                |
|       | Київська фортеця | | |                  | |                |
| 572   | Капонір 3-го полігону | 1844 р.                                                                                                   | Лесі Українки бульвар, 18/24                                                                                                   | № 867/15         | Постанова Ради Міністрів УРСР від 06.09.1979 № 442 |                |
| 573   | Пам'ятник І. Я. Франку, українському письменнику | 1956 р.                                                                                                   | Франка Івана пл. | № 581-Кв         | Наказ Міністерства культури і туризму України від 03.02.201 № 58/0/16-10 |                |
| 574   | Пам'ятник М. Ф. Яковченку, українському актору | 2000 р.                                                                                                   | Франка Івана пл. |                  | Наказ Головного управління охорони культурної спадщини від 25.09.2006 № 53 |                |
| 575   | Фонтан Київського водогону | 1898-1900 р.                                                                                              | Франка Івана пл. | № 442/9          | Наказ Міністерства культури і туризму України від 15.04.2008 № 424/1/16-08 |                |
| 576   | Театр міський драматичний Соловцова | 1898 р.; 1946 р.(відновлення)                                                                             | Франка Івана пл., 3 | № 58             | Рішення виконавчого комітету Київської міськради народних депутатів від 22.11.1982 № 1804 |                |
| 577   | Будинок прибутковий, у якому містилася чоловіча гімназія № 8, у якій у 1915—1919 рр. навчався С. Лифар, артист балету; викладали професори: Ф. І. Титов, історик, В. М. Артоболевський, зоолог; та ін.                                                                            | 1897–1899 рр.; 1950-ті рр. дата події: 1915—1919 рр.                                                      | Франка Івана пл., 5 | № 240/0 № 485-Кв | Наказ Міністерства культури і туризму України від 15.04.2008 № 424/1/16-08, Рішення виконавчого комітету Київської міськради народних депутатів від 18.11.1986 № 1107                                                    |                |
| 578   | Монумент на честь возз'єднання України з Росією | 1982 р.                                                                                                   | Хрещатий парк |                  | Рішення виконавчого комітету Київської міськради народних депутатів від 30.07.1984 № 693 |                |
|       | Київський водогін | | |                  | |                |
| 579   | Вежа водогінна з підземним резервуаром (Водонапірна башта) | 1875 р. (проект); 1876—1877 рр. (побудова)                                                                | Хрещатий парк, Грушевського вул.                                                                                               | № 442/6          | Наказ Міністерства культури і туризму України від 27.08.2007 № 983/0/16-07 |                |
| 580   | Будинок житловий, у якому мешкав у 1951—1984 рр. В. М. Добровольський, народний артист | 1948–1951 рр.                                                                                             | Хрещатик вул., 13 | № 161            | Рішення виконавчого комітету Київської міськради народних депутатів від 21.01.1986 № 49 |                |
| 581   | Прибутковий, торговельний і конторський будинок страхового товариства «Росія» (пасаж), у якому жили С. І. Паторжинський, В. М. Риков, В. П. Некрасов, Б. Р. Гмиря, М. С. Гришко, А. Л. Міхньов, І. І. Нехода, С. Юткевич — митці                                                  | 1913–1914; 1948—1950 рр. (реконструкція)                                                                  | Хрещатик вул., 15/4 | № 62             | Наказ Міністерства культури і туризму України від 15.09.2010 № 706/0/16-10 — історія та архітектура і містобудування, Рішення виконавчого комітету Київської міськради народних депутатів від 27.01.1970 № 159 — історія |                |
| 582   | Будинок житловий | 1948–1951 рр.                                                                                             | Хрещатик вул., 17 | № 162            | Рішення виконавчого комітету Київської міськради народних депутатів від 21.01.1986 № 49 |                |
| 583   | Станція метрополітену «Хрещатик» | 1960 р.                                                                                                   | Хрещатик вул., 19 | № 169            | Рішення виконавчого комітету Київської міськради народних депутатів від 21.01.1986 № 49 |                |
| 584   | Будинок житловий | 1953–1954 рр.                                                                                             | Хрещатик вул., 21 | № 486            | Наказ Міністерства культури і туризму України від 15.04.2008 № 424/1/16-08 |                |
| 585   | Будинок житловий | 1952–1953 рр.                                                                                             | Хрещатик вул., 23 | № 163            | Рішення виконавчого комітету Київської міськради народних депутатів від 21.01.1986 № 49 |                |
| 586   | Будинок житловий | 1951–1954 рр.                                                                                             | Хрещатик вул., 25 | № 164            | Рішення виконавчого комітету Київської міськради народних депутатів від 21.01.1986 № 49 |                |
| 587   | Будинок житловий, у якому жив Ю. С. Лавров, російський актор, народний артист | 1952–1953 рр.                                                                                             | Хрещатик вул., 27 | № 165            | Рішення виконавчого комітету Київської міськради народних депутатів від 21.01.1986 № 49 |                |
| 588   | Флігель житловий | 1899 р.                                                                                                   | Хрещатик вул. 27 |                  | Наказ Управління охорони пам'яток історії, культури та історичного середовища від 30.12.2002 № 213 |                |
| 589   | Будинок житловий | 1952–1954 рр.                                                                                             | Хрещатик вул., 29/1 | № 487            | Наказ Міністерства культури і туризму України від 15.04.2008 № 424/1/16-08 |                |
| 590   | Будинок прибутковий | 1913 р.                                                                                                   | Царика Григорія вул., 3 | № 636-Кв         | Наказ Міністерства культури і туризму України від 15.09.2010 № 706/0/16-10 |                |
| 591   | Феодосієви печери та фундаменти церкви Гнилецького монастиря | ХІІ ст.                                                                                                   | Церковщина уроч. |                  | Рішення виконавчого комітету Київської міськради народних депутатів від 17.11.1987 № 1112 |                |
| 592   | Брама Васильківська равелінна Старої Києво-Печерської фортеці (цитаделі) | 1755 р.                                                                                                   | Цитадельна вул., 3 | № 867/2          | Постанова Ради Міністрів УРСР від 24.08.1963 № 970 |                |
| 593   | Казарми військово-сирітського відділення, у яких містився 3-й авіаційний парк, де у 1912—1914 рр. служив П. Нестеров, видатний льотчик (Стара Києво-Печерська фортеця (цитадель),                                                                                                 | 1812–1814 рр., 1950-ті рр. (надбудова)                                                                    | Цитадельна вул. 3 |                  | Наказ Головного управління охорони культурної спадщини від 25.09.2006 № 53 — архітектура, Рішення виконавчого комітету Київської міськради народних депутатів від 27.01.1970 № 159 — історія                             |                |
| 594   | Будинок прибутковий з готелем «Оріон» | 1894 р.                                                                                                   | Червоноармійська вул., 1-3 | № 76/1           | Розпорядження Представника Президента від 17.02.1994 № 105 |                |
| 595   | Будинок прибутковий з готелем «Берлін» | 1900–1901 рр.                                                                                             | Червоноармійська вул., 3 | № 76/3           | Розпорядження Представника Президента від 17.02.1994 № 105 |                |
| 596   | Будинок прибутковий | 1891, 1930-ті, 1947—1950 рр.                                                                              | Червоноармійська вул., 17 | № 488-Кв         | Наказ Міністерства культури і туризму України від 15.04.2008 № 424/1/16-08 |                |
| 597   | Кінотеатр «Київ» | 1952 р.                                                                                                   | Червоноармійська вул., 19 | № 489-Кв         | Наказ Міністерства культури і туризму України від 15.04.2008 № 424/1/16-08 |                |
| 598   | Будинок прибутковий | 1889 р.; 1930-ті рр.; 1947–1950-ті рр.                                                                    | Червоноармійська вул., 19 |                  | Наказ Управління охорони пам'яток історії, культури та історичного середовища від 20.08.1999 № 61 |                |
| 599   | Будинок прибутковий, у якому містилася єврейська молитовня | 1889 р; 1947—1950 рр. (відновлення)                                                                       | Червоноармійська вул., 23 | № 490            | Наказ Міністерства культури і туризму України від 15.04.2008 № 424/1/16-08 |                |
| 600   | Будинок прибутковий | 1897–1898 рр.; 1899—1901 рр.; 1948 р. (відновлення)                                                       | Червоноармійська вул., 25 | № 491            | Наказ Міністерства культури і туризму України від 15.04.2008 № 424/1/16-08 |                |
| 601   | Будинок прибутковий | 1915–1918 рр.; 1925 р.                                                                                    | Червоноармійська вул., 27 | № 492            | Наказ Міністерства культури і туризму України від 15.04.2008 № 424/1/16-08 |                |
| 602   | Будинок житловий | 1954 р.                                                                                                   | Червоноармійська вул., 29 | № 493            | Наказ Міністерства культури і туризму України від 15.04.2008 № 424/1/16-08 |                |
| 603   | Будинок прибутковий | 1899 р.                                                                                                   | Червоноармійська вул., 33 | № 494            | Наказ Міністерства культури і туризму України від 15.04.2008 № 424/1/16-08 |                |
| 604   | Будинок, у якому містився у 1919 р. Деміївський райком комсомолу | Кін. XIX ст., 1940 р. (надбудова)                                                                         | Червоноармійська вул., 39-б |                  | Рішення виконавчого комітету Київської міськради народних депутатів від 30.07.1984 № 693 |                |
| 605   | Будинок прибутковий | 1901–1902 рр.                                                                                             | Червоноармійська вул., 41 | № 495            | Наказ Міністерства культури і туризму України від 15.04.2008 № 424/1/16-08 |                |
| 606   | Будинок прибутковий | 1910–1911 рр.                                                                                             | Червоноармійська вул., 43/16                                                                                                   | № 496            | Наказ Міністерства культури і туризму України від 15.04.2008 № 424/1/16-08 |                |
| 607   | Будинок, у якому у 1918 р. містився загальноміський ревком Січневого повстання 1918 р. проти Центральної Ради | 1912 р. (спорудження)                                                                                     | Червоноармійська вул., 47 |                  | Рішення виконавчого комітету Київської міськради народних депутатів від 27.01.1970 № 159 |                |
| 608   | Будинок Троїцький народний, у якому мешкав і працював М. К. Садовський, театральний діяч, драматург, режисер; був перший стаціонарний український професійний театр, виступали різні театральні колективи; у 1905 р. були організовані перші профспілки у Києві                   | 1902; 1906 рр.                                                                                            | Червоноармійська вул. 53 | № 198            | Рішення виконавчого комітету Київської міськради народних депутатів від 21.01.1986 № 49, Рішення виконавчого комітету Київської міськради народних депутатів від 27.01.1970 № 159 (історія)                              |                |
| 609   | Будинок житловий | 1951–1954 рр.                                                                                             | Червоноармійська вул., 67/7 | № 497            | Наказ Міністерства культури і туризму України від 15.04.2008 № 424/1/16-08 |                |
|       | Комплекс костьолу св. Миколая | | |                  | |                |
| 610   | Костьол св. Миколая | 1899–1909 рр.                                                                                             | Червоноармійська вул., 75 | № 902/1          | Постанова Ради Міністрів УРСР від 06.09.1979 № 442 |                |
| 611   | Будинок причту | 1899–1909 рр.                                                                                             | Червоноармійська вул., 75 | № 902/2          | Постанова Ради Міністрів УРСР від 06.09.1979 № 442 |                |
| 612   | Будинок прибутковий | кін. XIX ст. — ХХ ст.                                                                                     | Червоноармійська вул., 77 | № 498            | Наказ Міністерства культури і туризму України від 15.04.2008 № 424/1/16-08 |                |
| 613   | Будинок прибутковий | 1890-ті рр.                                                                                               | Червоноармійська вул., 79 | № 499            | Наказ Міністерства культури і туризму України від 15.04.2008 № 424/1/16-08 |                |
| 614   | Національний палац «Україна» | 1965–1970 рр.; 1996 р. (реконструкція)                                                                    | Червоноармійська вул., 103 |                  | Постанова Кабінету Міністрів України від 14.08.1996 № 943 |                |
| 615   | Будинок, у якому у 1918—1934 рр. мешкала М. К. Заньковецька, актриса | кін. XIX — поч. XX ст.                                                                                    | Червоноармійська вул., 121 |                  | Рішення виконавчого комітету Київської міськради народних депутатів від 04.08.1980 № 1102 (архітектура), Рішення виконавчого комітету Київської міськради народних депутатів від 27.01.1970 № 159 (історія)              |                |
| 616   | Дошка меморіальна народним ополченцям фабрики | | Червоноармійська вул., 137 |                  | Рішення виконавчого комітету Київської міськради народних депутатів від 21.08.1975 № 840 |                |
| 617   | Завод електротранспорту ім. Ф. Е. Дзержинського, народні ополченці якого брали участь в обороні Києва під час 2-ї Світової війни | 1941 р.                                                                                                   | Червоноармійська вул., 143/2                                                                                                   |                  | Рішення виконавчого комітету Київської міськради народних депутатів від 21.08.1975 № 840 |                |
| 618   | Гуртожиток робітників Червонопрапорного заводу (заводу «Арсенал») | 1939–1940 рр.; 1947 р.                                                                                    | Чигоріна вул., 18 | № 500-Кв         | Наказ Міністерства культури і туризму України від 15.04.2008 № 424/1/16-08 |                |
|       | Київська фортеця | | |                  | |                |
| 619   | Вали і рови Васільківського укріплення | 1832–1839 рр.                                                                                             | Чигоріна вул., Перспективна вул.                                                                                               | № 867/4          | Постанова Ради Міністрів УРСР від 06.09.1979 № 442 |                |
| 620   | Будинок прибутковий | 1909–1910 рр.                                                                                             | Шовковична вул., 3 | № 502            | Наказ Міністерства культури і туризму України від 15.04.2008 № 424/1/16-08 |                |
| 621   | Будинок, у якому жили радянські державні діячі: Д. Мануїльский, П. Козицький | 1930-ті рр.                                                                                               | Шовковична вул., 8/20 |                  | Рішення виконавчого комітету Київської міськради народних депутатів від 27.01.1970 № 159 |                |
| 622   | Будинок житловий працівників Ради народних комісарів УРСР, у якому мешкали: у 1957—1964 рр. В. Василевська, письменниця; у 1935—1941 рр. О. Довженко, кінорежисер; О. Є. Корнійчук, драматург; у 1945—1963 рр. О. С. Пащенко, графік, народний художник                           | 1934 р.                                                                                                   | Шовковична вул., 10 | № 159            | Рішення виконавчого комітету Київської міськради народних депутатів від 21.01.1986 № 49 (архітектури), Рішення виконавчого комітету Київської міськради народних депутатів від 27.01.1970 № 159 (історії)                |                |
| 623   | Особняк, у якому у 1919 р. розміщувався Всеукраїнський комітет охорони пам'яток мистецтва та старовини | 1912 р.                                                                                                   | Шовковична вул., 14 | № 133            | Рішення виконавчого комітету Київської міськради народних депутатів від 21.01.1986 № 49 |                |
| 624   | Будинок прибутковий | 1914 р.                                                                                                   | Шовковична вул., 16-а | № 134            | Рішення виконавчого комітету Київської міськради народних депутатів від 21.01.1986 № 49 |                |
| 625   | Флігель житловий | 1913–1915 рр.                                                                                             | Шовковична вул., 16-б | № 501            | Наказ Міністерства культури і туризму України від 15.04.2008 № 424/1/16-08 |                |
| 626   | Особняк, у якому мешкали І. О. Кістяківський, міністр внутрішніх справ УНР; Х. Г. Раковський, рад. держ. діяч, народний комісар іноз. справ УРСР, київський губернатор; М. І. Яворський, академік ВУАН УРСР; М. О. Макаренко, археолог, музеєзнавець                              | 1901 р; 1934 р. (реставрація); 1948 р.(відбудова)                                                         | Шовковична вул., 17/2 | № 174            | Рішення виконавчого комітету Київської міськради народних депутатів від 21.01.1986 № 49 |                |
| 627   | Будинок прибутковий | 1901 р.                                                                                                   | Шовковична вул., 19 | № 175            | Рішення виконавчого комітету Київської міськради народних депутатів від 21.01.1986 № 49 |                |
| 628   | Фундаменти церкви Богородиці у Кловському монастирі | ХІ ст. | Шовковична вул., 27 | № 260056         | Постанова Кабінету Міністрів України від 03.09.2009 № 928 |                |
| 629   | Будинок прибутковий | 1914 р.; кін. 1940-х рр.(відновлення)                                                                     | Шовковична вул., 36/7 | № 503/0          | Наказ Міністерства культури і туризму України від 15.04.2008 № 424/1/16-08 |                |
|       | Комплекс Олександрівської лікарні, у якій працювали відомі вчені | 1874–1970-ті рр.                                                                                          | Шовковична вул., 39/1 |                  | Наказ Головного управління охорони культурної спадщини від 25.06.2011 № 10/38-11 |                |
| 630   | Пам'ятник медикам лікарні № 14, що загинули у роки Великої Вітчизняної війни (обеліск) | 1941–1945 рр.; встановлено у 1975 р.                                                                      | Шовковична вул. 39/1 | № 0/0            | Рішення виконавчого комітету Київської міськради народних депутатів від 17.11.1987 № 1112 |                |
| 631   | Пам'ятник В. І. Леніну | | Шовковична вул., 39/1 |                  | Знесений, Рішення виконавчого комітету Київської міськради народних депутатів від 27.01.1970 № 159, рішення не скасовано                                                                                                 |                |
| 632   | Богадільня | 1884–1885 рр.                                                                                             | Шовковична вул., 39/1 |                  | Наказ Головного управління охорони культурної спадщини від 25.06.2011 № 10/38-11 |                |
| 633   | Пам'ятник В. П. Образцову, профессору | 1950 р.                                                                                                   | Шовковична вул., 39/1 |                  | Рішення виконавчого комітету Київської міськради народних депутатів від 27.01.1970 № 159 |                |
| 634   | Клініка нервових хвороб (Корпус № 3), де працювали завідуючими клінікою лікарі: у 1885—1903 рр. І. О. Сікорський, 1903—1918 рр. М. М. Лапинський; у 1910—1962 рр. Б. М. Маньківський, академік, невропатолог; у 1885—1897 рр. проф. Ф. О. Лег; Ф. Г. Яновський, М. Д. Стражеско   | 1884–1885 рр., 1907—1908 рр.                                                                              | Шовковична вул., 39/1 |                  | Рішення виконавчого комітету Київської міськради народних депутатів від 27.01.1970 № 159 — історія, Наказ Головного управління охорони культурної спадщини від 25.06.2011 № 10/38-11 — архітектура                       |                |
| 635   | Церква св. Михаїла (фундаменти) | 1893–1895 рр.                                                                                             | Шовковична вул., 39/1 |                  | Наказ Управління охорони пам'яток історії, культури та історичного середовища від 26.10.2001 № 143 |                |
| 636   | Корпус дитячого нормального і шкірно венерологічного відділення (корпус університетської педіатрічної клініки), де професор В. Є. Чернов, згодом — Ф. Д. Рум'янцев | 1889–1891 рр.                                                                                             | Шовковична вул., 39/1 |                  | Наказ Головного управління охорони культурної спадщини від 25.06.2011 № 10/38-11 |                |
| 637   | Поховання М. П. Дегтярьова | 1898 р.                                                                                                   | Шовковична вул., 39/1 |                  | Наказ Головного управління охорони культурної спадщини від 25.06.2011 № 10/38-11 |                |
| 638   | Корпус гінекологічного та хірургічного відділень Олександрівської лікарні, у якому працювали лікарі П. М. Буйко, О. Ю. Лур'є, О. М. Ольшанецький, Ф. О. Соколов | 1913–1916 рр.                                                                                             | Шовковична вул. 39/1 |                  | Наказ Головного управління охорони культурної спадщини від 25.06.2011 № 10/38-11 |                |
| 639   | Корпус терапевтичного чоловічого та хірургічного відділень, у якому працюавли відомі вчені | 1914–1917 рр.                                                                                             | Шовковична вул., 39/1 |                  | Наказ Головного управління охорони культурної спадщини від 25.06.2011 № 10/38-11 |                |
| 640   | Корпус терапевтичного жіночого відділення | 1908–1909 рр.                                                                                             | Шовковична вул., 39/1 |                  | Наказ Головного управління охорони культурної спадщини від 25.06.2011 № 10/38-11 |                |
| 641   | Корпус дитячого заразного (інфекційного) відділення | 1900 р.                                                                                                   | Шовковична вул., 39/1 |                  | Наказ Головного управління охорони культурної спадщини від 25.06.2011 № 10/38-11 |                |
| 642   | Корпус пологового відділення, у якому містилася клініка пропедевтики внутріщніх хвороб, працював М. М. Губергріц заслужений діяч науки | 1893–1994 рр.                                                                                             | Шовковична вул., 39/1 |                  | Наказ Головного управління охорони культурної спадщини від 25.06.2011 № 10/38-11 |                |
| 643   | Контора та приймальний покій | 1887–1888 рр.                                                                                             | Шовковична вул., 39/1 |                  | Наказ Головного управління охорони культурної спадщини від 25.06.2011 № 10/38-11 |                |
| 644   | Будинок кардіологічного центру, у якому працював О. І. Грицюк, заслужений діяч науки | 1978 р.                                                                                                   | Шовковична вул., 39/1 |                  | Наказ Головного управління охорони культурної спадщини від 25.06.2011 № 10/38-11 |                |
| 645   | Корпус пропедевтичної та неврологічної клінік, у якій працювали відомі лікарі та вчені | 1884–1885 рр. 1907—1908 рр. (надбудова)                                                                   | Шовковична вул., 39/1 |                  | Наказ Головного управління охорони культурної спадщини від 25.06.2011 № 10/38-11 |                |
| 646   | Корпус заразного (інфекційного) відділення для дорослих | 1897–1900 рр.                                                                                             | Шовковична вул., 39/1 |                  | Наказ Головного управління охорони культурної спадщини від 25.06.2011 № 10/38-11 |                |
|       | Київська фортеця | | |                  | |                |
| 647   | Башта № 3 (Прозорівська) | 1831–1837 рр.                                                                                             | Коновальця Євгена вул., 34 | № 867/5          | Постанова Ради Міністрів УРСР від 06.09.1979 № 442 |                |
| 648   | Башта № 1 (Редюіт) | 1833–1844 рр.                                                                                             | Коновальця Євгена вул., 38 | № 867/6          | Постанова Ради Міністрів УРСР від 06.09.1979 № 442 |                |
| 649   | Башта № 2 | 1833–1844 рр.                                                                                             | Коновальця Євгена вул., 44 | № 867/7          | Постанова Ради Міністрів УРСР від 06.09.1979 № 442 |                |
| 650   | Київський тюремний замок | 1817–1818 рр.                                                                                             | Коновальця Євгена вул., 44 |                  | Наказ Головного управління охорони культурної спадщини від 25.09.2006 № 53 |                |
| 651   | Хрещатий (Купецький) парк | 1751 р.                                                                                                   | Європейська пл. |                  | Рішення виконавчого комітету Київської міськради народних депутатів від 20.03.1972 № 363 |                |
| 652   | Український Дім | 1982 р.                                                                                                   | Європейська пл., 2 |                  | Наказ Головного управління охорони культурної спадщини від 10.06.2011 № 10/34-11 |                |
| 653   | Печерське міське парафіяльне училище, де містилася третя київська школа прапорщиків | 1901–1902 рр.                                                                                             | Іванова Андрія вул., 11 |                  | Наказ Головного управління охорони культурної спадщини від 25.09.2006 № 53 |                |
| 654   | Будівля Інституту шляхетних дівчат (Жовтневий палац культури), у якому викладали у 1865—1904 рр. М. В. Лисенко, композитор та відомі особи; у 1934—1941 рр. містилося управління НКВС, де судили і розстрілювали жертв сталінського режиму                                        | 1838–1843 рр.; 1953—1958 рр. (відбудова); 1903—1904 рр.                                                   | Інститутська вул. 1 | № 904            | Рішення виконавчого комітету Київської міськради народних депутатів від 17.11.1987 № 1112, Постанова Ради Міністрів УРСР від 06.09.1979 № 442                                                                            |                |
| 655   | Будинок біржі | 1870–1873 рр.                                                                                             | Інститутська вул., 7 | № 172            | Рішення виконавчого комітету Київської міськради народних депутатів від 21.01.1986 № 49 |                |
| 656   | Особняк | 1880-ті рр.; поч. XX ст.                                                                                  | Інститутська вул., 8 | № 126            | Рішення виконавчого комітету Київської міськради народних депутатів від 21.01.1986 № 49 |                |
| 657   | Будинок Київської контори Державного банку, якою на початку XX ст. управляв Г. О. Афанасьєв, історик, громадський діяч; на місці якого стояв житловий будинок, де у 1822—1825 рр. відбувалися таємні збори декабристів                                                            | 1902–1905 рр.; 1934 р. (надбудова)                                                                        | Інститутська вул., 9-а | № 905/0          | Постанова Ради Міністрів УРСР від 06.09.1979 № 442, Рішення виконавчого комітету Київської міськради народних депутатів від 21.08.1975 № 840                                                                             |                |
| 658   | Будинок Дворянського зібрання, у якому з 1844 р. містилася контори Київського комерційного банку | 1840–1842, 1905—1907 рр. (перебудова); 1934 (надбудова); 1997—2001 рр. (реконструкція)                    | Інститутська вул., 9 |                  | Наказ Головного управління охорони культурної спадщини від 10.06.2011 № 10/34-11 |                |
| 659   | Флігель Київської контори Державного банку (Національний банк України) | 1904–1905 рр., кін. 1940-х рр. (відбудова)                                                                | Інститутська вул., 9-а | № 404            | Наказ Міністерства культури і туризму України від 07.09.2006 № 747/0/16-06 |                |
| 660   | Будинок житловий Ради народних комісарів УРСР | 1930-ті — 1950-ті рр.                                                                                     | Інститутська вул., 10/1 | № 405            | Наказ Міністерства культури і туризму України від 07.09.2006 № 747/0/16-06 |                |
| 661   | Будинок, у якому у 1903 р. містився склад видань соціал-демократичної газети «Іскра»; проживали у 1888–89 рр. В. М. Ніколаєв, архітектор; Л. В. Ніколаєв, піаніст, композитор; у 1890-х — 1901 рр. — Є. М. Крутень, військовий льотчик, учень П. Нестерова                        | кін. XIX ст.                                                                                              | Інститутська вул., 11-а |                  | Рішення виконавчого комітету Київської міськради народних депутатів від 30.07.1984 № 693 |                |
| 662   | Особняк | 1871; 1879 р. (прибудова)                                                                                 | Інститутська вул., 12 | № 338            | Розпорядження Київської міської державної адміністрації від 15.07.1998 № 1463 |                |
| 663   | Будинок прибутковий, де були явочні квартири підпільної організації «Арсеналець» | 1909 р.                                                                                                   | Інститутська вул., 13/4 | № 173            | Рішення виконавчого комітету Київської міськради народних депутатів від 21.01.1986 № 49 |                |
| 664   | Будинок житловий Управління військового округу (УВО) для комскладу Червоної армії | 1934–1937 рр., 2004 р. (надбудова)                                                                        | Інститутська вул., 15/5 | № 406            | Наказ Міністерства культури і туризму України від 07.09.2006 № 747/0/16-06 |                |
| 665   | Будинок житловий | 1935 р.                                                                                                   | Інститутська вул., 16 | № 248            | Рішення виконавчого комітету Київської міськради народних депутатів від 18.11.1986 № 1107 |                |
| 666   | Пам'ятник А. Б. Солов'яненку, оперному співаку | 2001 р.                                                                                                   | Інститутська вул., 16 | № 0/0            | Наказ Головного управління охорони культурної спадщини від 25.09.2006 № 53 |                |
| 667   | Другий житловий будинок працівників Ради народних комісарів УРСР, у якому проживали: у 1943—1960 рр. П. О. Козицький, композитор; у 1937—1941 рр. Д. С. Коротченко, у 1944—1959 рр. Д. З. Мануїльський, державні і партійні діячі УРСР                                            | 1934–1937 рр.                                                                                             | Інститутська вул., 20/8 | № 158            | Рішення виконавчого комітету Київської міськради народних депутатів від 21.01.1986 № 49 (архітектура), Рішення виконавчого комітету Київської міськради народних депутатів від 21.08.1975 № 840 (історія)                |                |
| 668   | Будинок житловий, у якому мешкав О. В. Ніковський, публіцист, лідер партії УДРП (УПСФ), засуджений у справі Спілки визволення України | 1930-ті рр.                                                                                               | Інститутська вул. 22/7 | № 407            | Наказ Міністерства культури і туризму України від 07.09.2006 № 747/0/16-06 |                |
| 669   | Особняк | 1900-ті рр.                                                                                               | Інститутська вул., 26 | № 408            | Наказ Міністерства культури і туризму України від 07.09.2006 № 747/0/16-06 |                |
| 670   | Будинок, у якому у 1912—1924 рр. проживала родина Лучицьких, істориків, літераторів; Л. С. Лічков, статистик, літератор, співробітник «Киевской старины» | 1912–1913 рр.                                                                                             | Інститутська вул., 27/6 | № 409            | Наказ Міністерства культури і туризму України від 07.09.2006 № 747/0/16-06 |                |
|       | Садиба Київського відділення попечительства імператриці Марії Олександрівни про сліпих: Інститутська вул., 29 | | Інститутська вул., 29 — Кріпосний пров., 3 — Кловський узвіз, 1                                                                |                  | |                |
| 671   | Головний будинок Київського відділення попечительства імператриці Марії Олександрівни про сліпих | 1883, 1893 рр. (розширення), 1913 рр. (надбудова), 1930-ті рр. (надбудова)                                | Інститутська вул., 29/3 |                  | Наказ Головного управління охорони культурної спадщини від 25.09.2006 № 53 |                |
| 672   | Гуртожиток для сліпих робітниць | 1907–1914 рр.                                                                                             | Кловський узвіз, 1 |                  | Наказ Головного управління охорони культурної спадщини від 25.09.2006 № 53 |                |
| 673   | Історичний ландшафт Київських гір і долини р. Дніпра | ІІІ–ІІ тис. до н. е. — ХІ–XIX ст.                                                                         | Залізничне шосе, Грушевського вул., Фрунзе вул., Теліги Олени вул., Шевченківський, Дніпровський, Подільський, Печерський р-ни | № 560-Кв         | Наказ Міністерства культури і туризму України від 03.02.2010 № 58/0\16-10 |                |